# Советские танкисты, удостоенные звания Героя Советского Союза
За время советско-финской, Великой Отечественной войн и других военных конфликтов более тысячи воинов-танкистов были удостоены звания Героя Советского Союза, а 17 из них — дважды, сотни тысяч награждены орденами и медалями.

## Дважды Герои Советского Союза

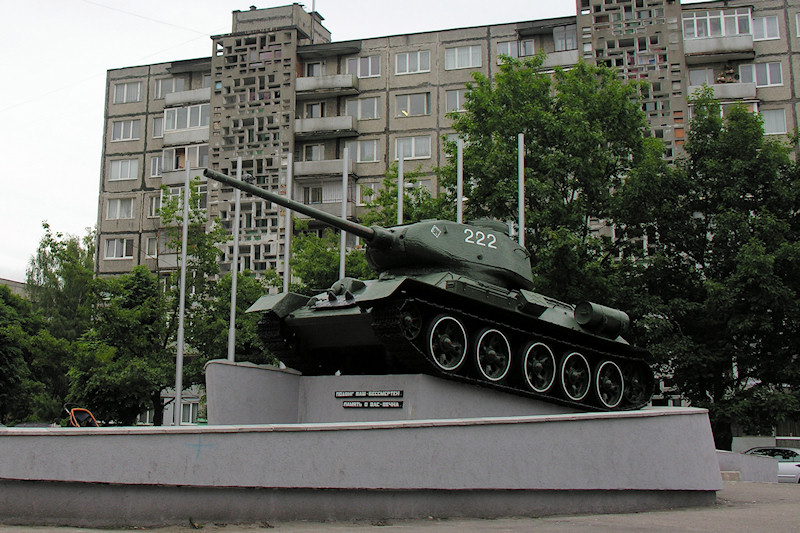
Танк-памятник Т-34 героям-танкистам, штурмовавшим Кёнигсберг (Калининград, Россия)

В колонках «Дата № 1» и «Дата № 2» указаны первая и вторая даты Указа Президиума Верховного Совета СССР о присвоении звания Героя Советского Союза.
| №  | Фамилия, имя отчество           | Воинское звание (на момент присвоения звания Героя Советского Союза) | Дата № 1   | Дата № 2   |
| -- | ------------------------------- | -------------------------------------------------------------------- | ---------- | ---------- |
| 1  | Архипов, Василий Сергеевич      | Капитан                                                              | 21.03.1940 | 23.09.1944 |
| 2  | Асланов, Ази Агадович           | Генерал-майор                                                        | 22.12.1942 | 21.06.1991 |
| 3  | Богданов, Семён Ильич           | Генерал-лейтенант                                                    | 11.03.1944 | 06.04.1945 |
| 4  | Бойко, Иван Никифорович         | Подполковник                                                         | 10.01.1944 | 26.04.1944 |
| 5  | Головачёв, Александр Алексеевич | Гвардии полковник                                                    | 23.09.1944 | 06.04.1945 |
| 6  | Гусаковский, Иосиф Ираклиевич   | Гвардии полковник                                                    | 23.09.1944 | 06.04.1945 |
| 7  | Драгунский, Давид Абрамович     | Гвардии полковник                                                    | 23.09.1944 | 31.05.1945 |
| 8  | Катуков, Михаил Ефимович        | Гвардии генерал-полковник                                            | 23.09.1944 | 06.04.1945 |
| 9  | Кравченко, Андрей Григорьевич   | Гвардии генерал-лейтенант                                            | 10.01.1944 | 08.09.1945 |
| 10 | Лелюшенко, Дмитрий Данилович    | Полковник                                                            | 07.04.1940 | 06.04.1945 |
| 11 | Рыбалко, Павел Семёнович        | Генерал-лейтенант                                                    | 17.11.1943 | 06.04.1945 |
| 12 | Слюсаренко, Захар Карпович      | Гвардии полковник                                                    | 23.09.1944 | 31.05.1945 |
| 13 | Фомичёв, Михаил Георгиевич      | Гвардии полковник                                                    | 23.09.1944 | 31.05.1945 |
| 14 | Хохряков, Семён Васильевич      | Гвардии майор                                                        | 24.05.1944 | 10.04.1945 |
| 15 | Черняховский, Иван Данилович    | Генерал-лейтенант                                                    | 17.10.1943 | 29.07.1944 |
| 16 | Шутов, Степан Фёдорович         | Гвардии подполковник                                                 | 10.01.1944 | 13.09.1944 |
| 17 | Якубовский, Иван Игнатьевич     | Полковник                                                            | 10.01.1944 | 23.09.1944 |

## Герои Советского Союза
| Фамилия, имя, отчество               | Воинское звание (на время присвоения звания Героя Советского Союза) | Дата Указа Президиума Верховного Совета СССР о присвоении звания Героя Советского Союза |
| ------------------------------------ | ------------------------------------------------------------------- | --------------------------------------------------------------------------------------- |
| Абрамов, Константин Николаевич       | Майор                                                               | 29.08.1939                                                                              |
| Абрамов, Тихон Порфирьевич           | Гвардии полковник                                                   | 06.04.1945                                                                              |
| Абрамович, Абрам Григорьевич         | Лейтенант                                                           | 03.11.1937                                                                              |
| Абрамцев, Сергей Павлович            | Младший лейтенант                                                   | 13.09.1944                                                                              |
| Авдеев, Тимофей Петрович             | Старший лейтенант                                                   | 24.03.1945                                                                              |
| Авхачёв, Федос Михайлович            | Майор                                                               | 15.05.1946                                                                              |
| Агафонов, Валентин Александрович     | Гвардии старший сержант                                             | 27.02.1945                                                                              |
| Агеев, Николай Иванович              | Гвардии лейтенант                                                   | 10.04.1945                                                                              |
| Агибалов, Михаил Павлович            | Капитан                                                             | 29.08.1939                                                                              |
| Адушкин, Иван Прокофьевич            | Гвардии старший лейтенант                                           | 26.04.1944                                                                              |
| Акимов, Виктор Иванович              | Младший лейтенант                                                   | 10.03.1944                                                                              |
| Акиняев, Егор Григорьевич            | Гвардии старший лейтенант                                           | 31.05.1945                                                                              |
| Алеевский, Алексей Ильич             | Лейтенант                                                           | 10.04.1945                                                                              |
| Алейников, Иван Григорьевич          | Гвардии лейтенант                                                   | 27.02.1945                                                                              |
| Александров, Геннадий Петрович       | Старшина                                                            | 24.03.1945                                                                              |
| Алексеев, Василий Михайлович         | Гвардии генерал-лейтенант танковых войск                            | 13.09.1944                                                                              |
| Алексеев, Иван Епифанович            | Полковник                                                           | 04.02.1943                                                                              |
| Аляпкин, Иван Матвеевич              | Старшина                                                            | 10.03.1944                                                                              |
| Аматуни, Ашот Апетович               | Гвардии лейтенант                                                   | 27.02.1945                                                                              |
| Аминев, Виктор Алексеевич            | Младший командир                                                    | 17.11.1939                                                                              |
| Андреев, Анатолий Михайлович         | Гвардии лейтенант                                                   | 10.04.1945                                                                              |
| Андреев, Николай Родионович          | Гвардии лейтенант                                                   | 05.11.1942                                                                              |
| Андреянов, Василий Дмитриевич        | Гвардии старший сержант                                             | 24.03.1945                                                                              |
| Андрощук, Иван Степанович            | Гвардии капитан                                                     | 31.05.1945                                                                              |
| Андрющенко, Григорий Яковлевич       | Гвардии полковник                                                   | 17.11.1943                                                                              |
| Анисимов, Василий Кондратьевич       | Гвардии старшина                                                    | 27.02.1945                                                                              |
| Анискин, Михаил Александрович        | Гвардии лейтенант                                                   | 24.03.1945                                                                              |
| Аношин, Михаил Степанович            | Младший командир                                                    | 29.08.1939                                                                              |
| Антонов, Иван Васильевич             | Гвардии старший сержант                                             | 10.01.1944                                                                              |
| Антонов, Иван Николаевич             | Капитан                                                             | 24.04.1944                                                                              |
| Антонов, Михаил Моисеевич            | Старший лейтенант                                                   | 27.08.1943                                                                              |
| Анчугов, Александр Галактионович     | Старший лейтенант                                                   | 23.09.1944                                                                              |
| Арасланов, Гафиатулла Шагимарданович | Младший командир                                                    | 07.04.1940                                                                              |
| Арман, Поль Матисович                | Майор                                                               | 31.12.1936                                                                              |
| Артамонов, Фёдор Владимирович        | Гвардии подполковник                                                | 17.10.1943                                                                              |
| Асриян, Ашот Минасович               | Гвардии младший лейтенант                                           | 02.11.1944                                                                              |
| Атаев, Мухаммед                      | Гвардии лейтенант                                                   | 27.06.1945                                                                              |
| Афанасьев, Александр Петрович        | Старший лейтенант                                                   | 24.03.1945                                                                              |
| Афанасьев, Алексей Николаевич        | Гвардии младший лейтенант                                           | 22.08.1944                                                                              |
| Афанасьев, Яков Иванович             | Гвардии старший лейтенант                                           | 23.09.1944                                                                              |
| Ахманов, Алексей Осипович            | Генерал-лейтенант танковых войск                                    | 28.04.1945                                                                              |
| Ахтырченко, Михаил Иванович          | Гвардии старший сержант                                             | 10.01.1944                                                                              |
| Ачкасов, Анатолий Григорьевич        | Старший лейтенант                                                   | 10.04.1945                                                                              |
| Бабаджанян, Амазасп Хачатурович      | Гвардии полковник                                                   | 26.04.1944                                                                              |
| Бабаев, Николай Архипович            | Гвардии старший сержант                                             | 27.06.1945                                                                              |
| Бабаян, Амаяк Григорьевич            | Генерал-майор                                                       | 31.05.1945                                                                              |
| Баби, Владимир Зиновьевич            | Майор                                                               | 24.03.1945                                                                              |
| Балашов, Анатолий Николаевич         | Гвардии старший лейтенант                                           | 22.02.1944                                                                              |
| Балицкий, Леонид Маркович            | Гвардии старший сержант                                             | 10.01.1944                                                                              |
| Баль, Николай Васильевич             | Гвардии старший лейтенант                                           | 10.01.1944                                                                              |
| Барабанов, Пётр Иванович             | Гвардии лейтенант                                                   | 24.05.1944                                                                              |
| Барабаш, Афанасий Семёнович          | Гвардии подполковник                                                | 16.05.1944                                                                              |
| Баранов, Пётр Александрович          | Старший лейтенант                                                   | 22.02.1944                                                                              |
| Баранюк, Василий Никифорович         | Полковник                                                           | 31.05.1945                                                                              |
| Баринов, Давид Маркович              | Гвардии генерал-майор                                               | 17.10.1943                                                                              |
| Бармин, Илья Елизарович              | Младший политрук                                                    | 12.04.1942                                                                              |
| Басенков, Пётр Харитонович           | Старший сержант                                                     | 24.03.1945                                                                              |
| Басков, Михаил Николаевич            | Ефрейтор                                                            | 13.09.1944                                                                              |
| Батраков, Михаил Григорьевич         | Старший лейтенант                                                   | 24.03.1945                                                                              |
| Батурин, Николай Павлович            | Гвардии лейтенант                                                   | 24.03.1945                                                                              |
| Бачурин, Фёдор Игнатьевич            | Гвардии лейтенант                                                   | 29.06.1945                                                                              |
| Бащенко, Александр Петрович          | Лейтенант                                                           | 24.03.1945                                                                              |
| Бедненко, Степан Петрович            | Гвардии лейтенант                                                   | 27.06.1945                                                                              |
| Безменов, Василий Иванович           | Гвардии старшина                                                    | 27.02.1945                                                                              |
| Безруков, Николай Григорьевич        | Майор                                                               | 17.10.1943                                                                              |
| Беленогов, Юрий Сергеевич            | Младший лейтенант                                                   | 03.06.1944                                                                              |
| Белов, Евтихий Емельянович           | Генерал-лейтенант танковых войск                                    | 29.05.1945                                                                              |
| Белов, Николай Максимович            | Гвардии лейтенант                                                   | 10.01.1944                                                                              |
| Белороссов, Владимир Александрович   | Младший лейтенант                                                   | 10.03.1944                                                                              |
| Белоусько, Иван Васильевич           | Гвардии старший лейтенант                                           | 31.05.1945                                                                              |
| Белый, Даниил Никитович              | Гвардии генерал-майор                                               | 25.10.1943                                                                              |
| Беляев, Вячеслав Васильевич          | Гвардии старший лейтенант                                           | 27.02.1945                                                                              |
| Бенберин, Василий Митрофанович       | Гвардии младший лейтенант                                           | 27.02.1945                                                                              |
| Бенке, Виктор Владимирович           | Гвардии старший лейтенант                                           | 27.02.1945                                                                              |
| Бербетов, Иван Петрович              | Старший лейтенант                                                   | 24.03.1945                                                                              |
| Бердичевский, Леонид Афанасьевич     | Гвардии подполковник                                                | 24.03.1945                                                                              |
| Берестовский, Борис Иванович         | Гвардии старший сержант                                             | 10.01.1944                                                                              |
| Бессонов, Александр Андреевич        | Старший сержант                                                     | 10.03.1944                                                                              |
| Бийма, Иван Спиридонович             | Гвардии майор                                                       | 31.05.1945                                                                              |
| Бикеев, Султан Хамитович             | Капитан                                                             | 20.12.1943                                                                              |
| Блинов, Константин Минаевич          | Младший лейтенант                                                   | 17.04.1943                                                                              |
| Билибин, Кузьма Яковлевич            | Младший командир                                                    | 04.07.1937                                                                              |
| Боборыкин, Иван Павлович             | Сержант                                                             | 10.01.1944                                                                              |
| Богатов, Николай Павлович            | Старшина                                                            | 23.09.1944                                                                              |
| Богатырёв, Харун Умарович            | Гвардии майор                                                       | 17.11.1943                                                                              |
| Богацкий, Егор Петрович              | Гвардии капитан                                                     | 31.05.1945                                                                              |
| Богачёв, Василий Гаврилович          | Капитан                                                             | 27.12.1941                                                                              |
| Богданенко, Григорий Иванович        | Гвардии старшина                                                    | 26.04.1944                                                                              |
| Бодров, Алексей Федотович            | Гвардии младший лейтенант                                           | 27.02.1945                                                                              |
| Боженко, Александр Гаврилович        | Старшина                                                            | 10.01.1944                                                                              |
| Болесов, Иван Егорович               | Младший командир                                                    | 21.03.1940                                                                              |
| Болотов, Павел Васильевич            | Капитан                                                             | 27.02.1945                                                                              |
| Бондарев, Иван Иванович              | Гвардии старший сержант                                             | 27.02.1945                                                                              |
| Бонин, Виктор Егорович               | Младший лейтенант                                                   | 24.03.1945                                                                              |
| Боридько, Фёдор Петрович             | Гвардии майор                                                       | 27.02.1945                                                                              |
| Борисенко, Григорий Яковлевич        | Майор                                                               | 17.11.1939                                                                              |
| Борискин, Пётр Никитович             | Младший лейтенант                                                   | 27.06.1945                                                                              |
| Борисов, Александр Михайлович        | Старший сержант                                                     | 22.07.1941                                                                              |
| Борисов, Иван Фёдорович              | Гвардии младший лейтенант                                           | 28.04.1945                                                                              |
| Бортовский, Матвей Нестерович        | Майор                                                               | 31.05.1945                                                                              |
| Босов, Алексей Петрович              | Старший лейтенант                                                   | 17.11.1939                                                                              |
| Бочарников, Иван Петрович            | Гвардии старший лейтенант                                           | 25.08.1944                                                                              |
| Бочкарёв, Александр Григорьевич      | Гвардии старшина                                                    | 27.02.1945                                                                              |
| Бочковский, Владимир Александрович   | Гвардии капитан                                                     | 26.04.1944                                                                              |
| Бронец, Иван Иванович                | Младший командир                                                    | 17.11.1939                                                                              |
| Брацюк, Николай Захарович            | Гвардии майор                                                       | 15.01.1944                                                                              |
| Бредихин, Николай Алексеевич         | Гвардии старшина                                                    | 10.04.1945                                                                              |
| Бредихин, Николай Фёдорович          | Гвардии майор                                                       | 15.01.1944                                                                              |
| Бубнов, Николай Матвеевич            | Гвардии полковник                                                   | 04.11.1943                                                                              |
| Бугаев, Виктор Елисеевич             | Гвардии сержант                                                     | 10.01.1944                                                                              |
| Булгаков, Александр Герасимович      | Капитан                                                             | 26.09.1944                                                                              |
| Бурда, Александр Фёдорович           | Гвардии подполковник                                                | 24.04.1944                                                                              |
| Бурдейный, Алексей Семёнович         | Гвардии генерал-лейтенант танковых войск                            | 19.04.1945                                                                              |
| Бурлаченко, Степан Филиппович        | Гвардии младший сержант                                             | 27.02.1945                                                                              |
| Бурмак, Григорий Васильевич          | Гвардии лейтенант                                                   | 24.03.1945                                                                              |
| Бутенин, Семён Иванович              | Старший сержант                                                     | 31.03.1943                                                                              |
| Бутенко, Иван Ефимович               | Гвардии лейтенант                                                   | 10.01.1944                                                                              |
| Бутков, Василий Васильевич           | Генерал-лейтенант танковых войск                                    | 19.04.1945                                                                              |
| Бутырин, Иван Ульянович              | Гвардии лейтенант                                                   | 26.10.1943                                                                              |
| Бутяков, Сергей Николаевич           | Младший командир                                                    | 07.04.1940                                                                              |
| Бухтуев, Михаил Артемьевич           | Гвардии сержант                                                     | 22.08.1944                                                                              |
| Бушилов, Михаил Иванович             | Гвардии старшина                                                    | 10.01.1944                                                                              |
| Быков, Леонид Тимофеевич             | Гвардии лейтенант                                                   | 10.04.1945                                                                              |
| Быстров, Павел Дмитриевич            | Гвардии майор                                                       | 24.03.1945                                                                              |
| Быстров, Сергей Михайлович           | Младший командир                                                    | 31.12.1936                                                                              |
| Ваганов, Александр Васильевич        | Гвардии капитан                                                     | 31.05.1945                                                                              |
| Вайнруб, Евсей Григорьевич           | Гвардии подполковник                                                | 06.04.1945                                                                              |
| Вайнруб, Матвей Григорьевич          | Гвардии генерал-майор танковых войск                                | 06.04.1945                                                                              |
| Вайсер, Владимир Зельманович         | Гвардии младший лейтенант                                           | 25.08.1944                                                                              |
| Ванюшкин, Михаил Степанович          | Старший лейтенант                                                   | 29.06.1945                                                                              |
| Васев, Михаил Александрович          | Гвардии лейтенант                                                   | 03.06.1944                                                                              |
| Васильев, Александр Фёдорович        | Старший лейтенант                                                   | 29.08.1939                                                                              |
| Васильев, Василий Иванович           | Лейтенант                                                           | 10.04.1945                                                                              |
| Васильев, Иван Дмитриевич            | Генерал-лейтенант танковых войск                                    | 03.11.1943                                                                              |
| Васильев, Михаил Иванович            | Старший лейтенант                                                   | 24.03.1945                                                                              |
| Васюта, Сергей Трофимович            | Гвардии младший сержант                                             | 03.06.1944                                                                              |
| Веденеев, Николай Денисович          | Гвардии генерал-майор танковых войск                                | 06.04.1945                                                                              |
| Ведерников, Иван Анисимович          | Младший лейтенант                                                   | 20.12.1943                                                                              |
| Величко, Валерий Фёдорович           | Старший сержант                                                     | 24.03.1945                                                                              |
| Вергун, Яков Пантелеймонович         | Капитан                                                             | 22.02.1944                                                                              |
| Викулов, Павел Иванович              | Гвардии младший лейтенант                                           | 27.02.1945                                                                              |
| Виноградов, Александр Геннадьевич    | Старший лейтенант                                                   | 31.05.1945                                                                              |
| Виноградов, Алексей Дмитриевич       | Гвардии лейтенант                                                   | 26.09.1944                                                                              |
| Виноградов, Григорий Аркадьевич      | Гвардии младший лейтенант                                           | 27.02.1945                                                                              |
| Винокуров, Борис Алексеевич          | Рядовой                                                             | 07.04.1940                                                                              |
| Винокуров, Вячеслав Петрович         | Лейтенант                                                           | 25.10.1938                                                                              |
| Власов, Андрей Яковлевич             | Гвардии капитан                                                     | 31.05.1945                                                                              |
| Власов, Василий Евдокимович          | Старшина                                                            | 24.03.1945                                                                              |
| Водолазкин, Николай Степанович       | Гвардии старший сержант                                             | 24.03.1945                                                                              |
| Волк, Борис Васильевич               | Младший командир                                                    | 15.01.1940                                                                              |
| Волков, Александр Иванович           | Лейтенант                                                           | 24.03.1945                                                                              |
| Волков, Евгений Максимович           | Гвардии старший лейтенант                                           | 27.02.1945                                                                              |
| Волков, Евгений Фёдорович            | Лейтенант                                                           | 20.12.1943                                                                              |
| Волков, Михаил Карпович              | Старший сержант                                                     | 10.04.1945                                                                              |
| Волков, Николай Николаевич           | Гвардии сержант                                                     | 10.04.1945                                                                              |
| Волковский, Владимир Филиппович      | Гвардии лейтенант                                                   | 24.03.1945                                                                              |
| Вольватенко, Иван Кириллович         | Гвардии старший лейтенант                                           | 10.01.1944                                                                              |
| Воробьев, Николай Тимофеевич         | Гвардии лейтенант                                                   | 10.04.1945                                                                              |
| Воронин, Михаил Ильич                | Гвардии старший сержант                                             | 24.03.1945                                                                              |
| Воронин, Павел Мартынович            | Гвардии старшина                                                    | 29.06.1945                                                                              |
| Востриков, Василий Дмитриевич        | Старший сержант                                                     | 10.04.1945                                                                              |
| Вялых, Николай Алексеевич            | Младший сержант                                                     | 23.09.1943                                                                              |
| Гавриков, Владимир Алексеевич        | Лейтенант                                                           | 24.03.1945                                                                              |
| Гаврилов, Николай Никитович          | Гвардии сержант                                                     | 10.04.1945                                                                              |
| Гаврилов, Пётр Филиппович            | Гвардии старший лейтенант                                           | 22.07.1944                                                                              |
| Гавришко, Николай Иосифович          | Гвардии майор                                                       | 26.04.1944                                                                              |
| Гаганов, Алексей Георгиевич          | Старший лейтенант                                                   | 31.05.1945                                                                              |
| Галкин, Владимир Александрович       | Гвардии подполковник                                                | 24.03.1945                                                                              |
| Гальперн, Владимир Иванович          | Гвардии старший лейтенант                                           | 24.03.1945                                                                              |
| Гапон, Григорий Евдокимович          | Лейтенант                                                           | 27.06.1945                                                                              |
| Гаркуша, Яков Филиппович             | Младший лейтенант                                                   | 10.04.1945                                                                              |
| Гарфункин, Григорий Соломонович      | Рядовой                                                             | 10.01.1944                                                                              |
| Гвоздев, Алексей Фёдорович           | Старший лейтенант                                                   | 24.03.1945                                                                              |
| Гетман, Андрей Лаврентьевич          | Генерал армии                                                       | 07.05.1965                                                                              |
| Гинтовт, Витольд Михайлович          | Гвардии старшина                                                    | 24.04.1944                                                                              |
| Гладков, Борис Васильевич            | Гвардии младший лейтенант                                           | 24.03.1945                                                                              |
| Гладуш, Фёдор Филиппович             | Гвардии капитан                                                     | 24.03.1945                                                                              |
| Гнедин, Виктор Александрович         | Майор                                                               | 27.02.1945                                                                              |
| Гниломёдов, Иван Андреевич           | Лейтенант                                                           | 31.05.1945                                                                              |
| Говоров, Сергей Александрович        | Лейтенант                                                           | 21.03.1940                                                                              |
| Говоруненко, Пётр Дмитриевич         | Генерал-лейтенант танковых войск                                    | 29.06.1945                                                                              |
| Гоков, Филипп Антонович              | Старший лейтенант                                                   | 05.11.1942                                                                              |
| Головач, Яков Павлович               | Старший лейтенант                                                   | 24.03.1945                                                                              |
| Головин, Иван Васильевич             | Гвардии старший лейтенант                                           | 27.02.1945                                                                              |
| Головненков, Александр Павлович      | Лейтенант                                                           | 31.03.1943                                                                              |
| Головченко, Владимир Терентьевич     | Старший лейтенант                                                   | 31.05.1945                                                                              |
| Голуб, Иван Платонович               | Младший лейтенант                                                   | 24.05.1944                                                                              |
| Голубовский, Борис Эдуардович        | Старший лейтенант                                                   | 24.03.1945                                                                              |
| Гончаров, Пётр Иванович              | Старший лейтенант                                                   | 10.04.1945                                                                              |
| Горбань, Василий Моисеевич           | Майор                                                               | 24.03.1945                                                                              |
| Горбачёв, Дмитрий Филиппович         | Гвардии капитан                                                     | 24.03.1945                                                                              |
| Горбушко, Юрий Фёдорович             | Гвардии старшина                                                    | 24.03.1945                                                                              |
| Горелик, Соломон Аронович            | Воентехник 2 ранга                                                  | 27.12.1941                                                                              |
| Горелов, Владимир Михайлович         | Гвардии полковник                                                   | 26.04.1944                                                                              |
| Горенчук, Феодосий Иванович          | Гвардии капитан                                                     | 23.09.1944                                                                              |
| Горобец, Степан Христофорович        | Младший лейтенант                                                   | 05.05.1942                                                                              |
| Горшков, Егор Гаврилович             | Младший командир                                                    | 21.03.1940                                                                              |
| Грабский, Михаил Исаакович           | Гвардии сержант                                                     | 10.01.1944                                                                              |
| Гранкин, Иван Иванович               | Гвардии лейтенант                                                   | 27.02.1945                                                                              |
| Гребенников, Борис Иванович          | Гвардии младший лейтенант                                           | 13.09.1944                                                                              |
| Грецкий, Пётр Петрович               | Гвардии подполковник                                                | 19.03.1944                                                                              |
| Гриболев, Пётр Филиппович            | Гвардии лейтенант                                                   | 10.01.1944                                                                              |
| Григорьев, Алексей Григорьевич       | Капитан                                                             | 31.05.1945                                                                              |
| Григорьев, Виктор Антонович          | Младший сержант                                                     | 12.04.1942                                                                              |
| Григорьев, Иван Яковлевич            | Гвардии старшина                                                    | 24.03.1945                                                                              |
| Гриценко, Пётр Трофимович            | Гвардии лейтенант                                                   | 27.06.1945                                                                              |
| Груздев, Василий Григорьевич         | Лейтенант                                                           | 15.01.1940                                                                              |
| Грустнев, Пётр Иванович              | Гвардии старший лейтенант                                           | 31.05.1945                                                                              |
| Гузенков, Иван Матвеевич             | Гвардии рядовой                                                     | 10.01.1944                                                                              |
| Гулеватый, Трофим Ерёмович           | Гвардии капитан                                                     | 27.06.1945                                                                              |
| Гусев, Иван Петрович                 | Старший лейтенант                                                   | 10.04.1945                                                                              |
| Давыдов, Андрей Яковлевич            | Гвардии старший сержант                                             | 15.01.1944                                                                              |
| Дадашев, Магеррам Акпер оглы         | Старший сержант                                                     | 24.03.1945                                                                              |
| Данелия, Амиран Иосифович            | Гвардии старший сержант                                             | 10.04.1945                                                                              |
| Данилицкий, Антон Петрович           | Младший лейтенант                                                   | 23.09.1944                                                                              |
| Данилов, Алексей Ильич               | Сержант                                                             | 24.03.1945                                                                              |
| Данилов, Алексей Степанович          | Гвардии капитан                                                     | 25.10.1943                                                                              |
| Данков, Фёдор Трофимович             | Капитан                                                             | 13.09.1944                                                                              |
| Дарбинян, Ншан Авакович              | Гвардии старший сержант                                             | 27.02.1945                                                                              |
| Дейнекин, Павел Иванович             | Гвардии лейтенант                                                   | 24.03.1945                                                                              |
| Денисов, Михаил Игнатьевич           | Гвардии старший сержант                                             | 03.06.1944                                                                              |
| Депутатов, Иван Степанович           | Гвардии младший лейтенант                                           | 28.04.1945                                                                              |
| Деревянко, Василий Семёнович         | Гвардии старший лейтенант                                           | 27.06.1945                                                                              |
| Дерюгин, Алексей Васильевич          | Младший командир                                                    | 21.03.1940                                                                              |
| Джапаридзе, Тенгиз Иванович          | Гвардии младший сержант                                             | 23.09.1944                                                                              |
| Джумагулов, Эльмурза Биймурзаевич    | Старший лейтенант                                                   | 26.09.1944                                                                              |
| Диденко, Даниил Григорьевич          | Младший командир                                                    | 21.03.1940                                                                              |
| Дмитриев, Максим Васильевич          | Младший командир                                                    | 21.03.1940                                                                              |
| Дмитриевский, Борис Николаевич       | Гвардии старший лейтенант                                           | 29.06.1945                                                                              |
| Долгов, Александр Петрович           | Гвардии старший лейтенант                                           | 31.05.1945                                                                              |
| Доронин, Василий Александрович       | Гвардии старший лейтенант                                           | 24.05.1944                                                                              |
| Дрёмов, Иван Фёдорович               | Гвардии генерал-майор                                               | 26.04.1944                                                                              |
| Дубовой, Иван Васильевич             | Генерал-майор танковых войск                                        | 11.03.1944                                                                              |
| Дудко, Фёдор Михайлович              | Воентехник 1 ранга                                                  | 21.03.1940                                                                              |
| Дунаев, Иван Васильевич              | Лейтенант                                                           | 10.03.1944                                                                              |
| Дуплий, Иван Минович                 | Гвардии старшина                                                    | 03.06.1944                                                                              |
| Духов, Алексей Михайлович            | Гвардии старший лейтенант                                           | 27.02.1945                                                                              |
| Душак, Николай Григорьевич           | Гвардии полковник                                                   | 31.05.1945                                                                              |
| Дытюк, Василий Кузьмич               | Гвардии лейтенант                                                   | 24.03.1945                                                                              |
| Дьяконов, Ефрем Аристаулович         | Младший командир                                                    | 21.03.1940                                                                              |
| Дьячков, Фёдор Васильевич            | Гвардии старшина                                                    | 27.02.1945                                                                              |
| Евсеенко, Владимир Романович         | Гвардии старший сержант                                             | 24.03.1945                                                                              |
| Евстратов, Николай Александрович     | Младший воентехник                                                  | 21.03.1940                                                                              |
| Егоров, Константин Александрович     | Младший лейтенант                                                   | 21.03.1940                                                                              |
| Егоров, Пётр Васильевич              | Старший сержант                                                     | 10.04.1945                                                                              |
| Егубченко, Василий Кириллович        | Лейтенант                                                           | 24.03.1945                                                                              |
| Ежов, Николай Константинович         | Младший командир                                                    | 21.03.1940                                                                              |
| Екимов, Василий Григорьевич          | Сержант                                                             | 24.03.1945                                                                              |
| Емельянов, Пётр Николаевич           | Гвардии капитан                                                     | 22.08.1944                                                                              |
| Еремеев, Борис Романович             | Гвардии полковник                                                   | 31.05.1945                                                                              |
| Ермолаев, Василий Антонович          | Младший лейтенант                                                   | 25.08.1944                                                                              |
| Ермолаев, Григорий Дмитриевич        | Гвардии младший лейтенант                                           | 24.03.1945                                                                              |
| Ерошин, Александр Матвеевич          | Гвардии лейтенант                                                   | 28.04.1943                                                                              |
| Жариков, Иван Алексеевич             | Полковник                                                           | 31.05.1945                                                                              |
| Жданов, Владимир Иванович            | Гвардии генерал-майор танковых войск                                | 13.09.1944                                                                              |
| Ждановский, Леонид Александрович     | Гвардии капитан                                                     | 28.04.1945                                                                              |
| Жегалов, Леонид Васильевич           | Гвардии майор                                                       | 27.02.1945                                                                              |
| Жилин, Егор Павлович                 | Гвардии младший лейтенант                                           | 00.08.1944                                                                              |
| Жихарев, Николай Андреевич           | Гвардии лейтенант                                                   | 10.01.1944                                                                              |
| Жужукин, Иван Фёдорович              | Гвардии младший лейтенант                                           | 10.04.1945                                                                              |
| Жуков, Андрей Васильевич             | Полковник                                                           | 28.04.1945                                                                              |
| Жуков, Владимир Александрович        | Гвардии майор                                                       | 27.02.1945                                                                              |
| Жуков, Константин Иванович           | Старшина                                                            | 24.03.1945                                                                              |
| Заборовский, Константин Васильевич   | Лейтенант                                                           | 10.01.1944                                                                              |
| Заборьев, Степан Михайлович          | Гвардии младший лейтенант                                           | 27.06.1945                                                                              |
| Загайнов, Степан Тарасович           | Лейтенант                                                           | 10.04.1945                                                                              |
| Задорин, Николай Степанович          | Старший лейтенант                                                   | 29.08.1939                                                                              |
| Заикин, Василий Александрович        | Гвардии лейтенант                                                   | 27.02.1945                                                                              |
| Зайцев, Василий Иванович             | Гвардии лейтенант                                                   | 24.03.1945                                                                              |
| Зайцев, Василий Иванович             | Гвардии подполковник                                                | 06.04.1945                                                                              |
| Замула, Михаил Кузьмич               | Лейтенант                                                           | 10.01.1944                                                                              |
| Затынайченко, Иван Иванович          | Гвардии старший лейтенант                                           | 24.03.1945                                                                              |
| Захаров, Иван Константинович         | Гвардии старший лейтенант                                           | 24.04.1944                                                                              |
| Захарченко, Павел Фёдорович          | Капитан                                                             | 17.10.1943                                                                              |
| Захарян, Вагинак Семёнович           | Гвардии старший лейтенант                                           | 27.06.1945                                                                              |
| Зверев, Василий Владимирович         | Гвардии лейтенант                                                   | 27.02.1945                                                                              |
| Землянов, Андрей Егорович            | Сержант                                                             | 24.05.1944                                                                              |
| Зиновьев, Николай Анисимович         | Техник-лейтепант                                                    | 26.09.1944                                                                              |
| Зинченко, Сергей Филиппович          | Лейтенант                                                           | 24.03.1945                                                                              |
| Зинькович, Митрофан Иванович         | Гвардии генерал-майор танковых войск                                | 17.11.1943                                                                              |
| Зорин, Сергей Иванович               | Старшина                                                            | 24.03.1945                                                                              |
| Зотов, Иван Семёнович                | Гвардии старший сержант                                             | 27.02.1945                                                                              |
| Зубов, Григорий Никитович            | Старший сержант                                                     | 13.09.1944                                                                              |
| Иванов, Александр Петрович           | Гвардии капитан                                                     | 23.09.1944                                                                              |
| Иванов, Борис Петрович               | Гвардии майор                                                       | 31.05.1945                                                                              |
| Иванов, Василий Харламович           | Гвардии сержант                                                     | 24.03.1945                                                                              |
| Иванов, Григорий Федосеевич          | Младший лейтенант                                                   | 24.03.1945                                                                              |
| Иванов, Иван Михайлович              | Гвардии старший сержант                                             | 10.04.1945                                                                              |
| Иванов, Николай Константинович       | Гвардии старший сержант                                             | 25.08.1944                                                                              |
| Иванов, Павел Иванович               | Лейтенант                                                           | 24.03.1945                                                                              |
| Иванов, Сергей Алексеевич            | Гвардии генерал-майор танковых войск                                | 23.09.1944                                                                              |
| Иванько, Александр Андреевич         | Старшина                                                            | 29.06.1945                                                                              |
| Ивушкин, Пётр Терентьевич            | Гвардии капитан                                                     | 27.06.1945                                                                              |
| Игнатьев, Андрей Николаевич          | Гвардии младший лейтенант                                           | 24.05.1944                                                                              |
| Изюмов, Николай Андреевич            | Гвардии капитан                                                     | 24.03.1945                                                                              |
| Ильин, Евгений Кузьмич               | Майор                                                               | 31.05.1945                                                                              |
| Ильченко, Николай Петрович           | Капитан                                                             | 17.11.1939                                                                              |
| Иовлев, Владимир Александрович       | Капитан                                                             | 28.04.1945                                                                              |
| Ионов, Сергей Петрович               | Старшина                                                            | 24.03.1945                                                                              |
| Ириков, Николай Романович            | Младший лейтенант                                                   | 19.06.1943                                                                              |
| Исаенко, Николай Андреевич           | Старший лейтенант                                                   | 15.05.1946                                                                              |
| Исаков, Александр Варфоломеевич      | Гвардии сержант                                                     | 10.04.1945                                                                              |
| Кабанов, Василий Григорьевич         | Капитан                                                             | 27.02.1945                                                                              |
| Каверин, Илья Ананьевич              | Младший сержант                                                     | 10.01.1944                                                                              |
| Кадочкин, Михаил Иванович            | Гвардии старшина                                                    | 27.06.1945                                                                              |
| Кадученко, Иосиф Андриянович         | Капитан                                                             | 22.07.1941                                                                              |
| Казарьян, Ашот Вагаршакович          | Гвардии капитан                                                     | 24.03.1945                                                                              |
| Калачёв, Александр Васильевич        | Лейтенант                                                           | 17.10.1943                                                                              |
| Калашников, Прокофий Яковлевич       | Гвардии майор                                                       | 13.09.1944                                                                              |
| Калеников, Иван Емельянович          | Гвардии майор                                                       | 10.01.1944                                                                              |
| Калинин, Гавриил Григорьевич         | Младший лейтенант                                                   | 31.03.1943                                                                              |
| Калинин, Иван Андреевич              | Младший сержант                                                     | 20.12.1943                                                                              |
| Калинковский, Степан Антонович       | Старший сержант                                                     | 24.03.1945                                                                              |
| Карабан, Дмитрий Антонович           | Гвардии капитан                                                     | 27.02.1945                                                                              |
| Карабанов, Алексей Алексеевич        | Гвардии майор                                                       | 27.02.1945                                                                              |
| Карасёв, Михаил Дмитриевич           | Гвардии лейтенант                                                   | 19.03.1944                                                                              |
| Кардашин, Алексей Владимирович       | Гвардии старший лейтенант                                           | 31.05.1945                                                                              |
| Карпенко, Николай Григорьевич        | Гвардии лейтенант                                                   | 24.05.1944                                                                              |
| Катков, Фёдор Григорьевич            | Генерал-лейтенант танковых войск                                    | 08.09.1945                                                                              |
| Качалин, Илья Иванович               | Старший сержант                                                     | 10.04.1945                                                                              |
| Квасов, Иван Иванович                | Капитан                                                             | 31.05.1945                                                                              |
| Кваша, Дмитрий Михайлович            | Старший лейтенант                                                   | 24.03.1945                                                                              |
| Кириченко, Иван Фёдорович            | Генерал лейтенант танковых войск                                    | 06.04.1945                                                                              |
| Кирпичёв, Илларион Павлович          | Младший командир                                                    | 21.03.1940                                                                              |
| Кирьянов, Павел Николаевич           | Лейтенант                                                           | 21.03.1940                                                                              |
| Киселёв, Иван Александрович          | Старший лейтенант                                                   | 27.02.1945                                                                              |
| Киселёв, Рафаил Алексеевич           | Гвардии старший лейтенант                                           | 17.10.1943                                                                              |
| Китченко, Павел Семёнович            | Лейтенант                                                           | 20.12.1943                                                                              |
| Кичигин, Николай Григорьевич         | Младший лейтенант                                                   | 15.01.1940                                                                              |
| Кияшко, Григорий Григорьевич         | Гвардии старший лейтенант                                           | 24.03.1945                                                                              |
| Клименко, Иван Иванович              | Лейтенант                                                           | 04.02.1943                                                                              |
| Клименко, Николай Сергеевич          | Гвардии майор                                                       | 27.06.1945                                                                              |
| Клишин, Егор Захарович               | Гвардии старшина                                                    | 10.04.1945                                                                              |
| Клочков, Владимир Васильевич         | Лейтенант                                                           | 20.12.1943                                                                              |
| Клыпин, Николай Якимович             | Капитан                                                             | 21.03.1940                                                                              |
| Клюев, Василий Кузьмич               | Лейтенант                                                           | 24.03.1945                                                                              |
| Князев, Вадим Васильевич             | Лейтенант                                                           | 24.03.1945                                                                              |
| Князькин, Николай Григорьевич        | Старший сержант                                                     | 10.01.1944                                                                              |
| Кобец, Фёдор Семёнович               | Старший лейтенант                                                   | 28.04.1943                                                                              |
| Ковалёв, Андрей Матвеевич            | Гвардии капитан                                                     | 10.01.1944                                                                              |
| Ковалёв, Михаил Васильевич           | Майор                                                               | 10.01.1944                                                                              |
| Ковалёв, Никита Григорьевич          | Майор                                                               | 24.04.1944                                                                              |
| Ковалевский, Анатолий Николаевич     | Полковник                                                           | 06.04.1945                                                                              |
| Коваль, Иван Иванович                | Воентехник 2 ранга                                                  | 15.01.1940                                                                              |
| Ковров, Фёдор Кузьмич                | Младший командир                                                    | 28.10.1937                                                                              |
| Козлитин, Мефодий Михайлович         | Младший командир                                                    | 29.08.1939                                                                              |
| Козлов, Виктор Дмитриевич            | Младший командир                                                    | 21.03.1940                                                                              |
| Козлов, Никита Иванович              | Старший сержант                                                     | 20.12.1943                                                                              |
| Козлов, Николай Александрович        | Гвардии младший лейтенант                                           | 10.04.1945                                                                              |
| Козлов, Николай Михайлович           | Младший лейтенант                                                   | 10.03.1944                                                                              |
| Козлов, Пётр Алексеевич              | Гвардии старший лейтенант                                           | 28.04.1943                                                                              |
| Козловский, Николай Кузьмич          | Гвардии лейтенант                                                   | 03.06.1944                                                                              |
| Колесник, Владимир Григорьевич       | Лейтенант                                                           | 10.03.1944                                                                              |
| Колесник, Пётр Иванович              | Старший сержант                                                     | 10.04.1945                                                                              |
| Колесников, Михаил Петрович          | Старшина                                                            | 10.04.1945                                                                              |
| Колесников, Семён Гаврилович         | Гвардии подполковник                                                | 10.04.1945                                                                              |
| Колесов, Александр Михайлович        | Рядовой                                                             | 23.10.1943                                                                              |
| Колесса, Борис Адольфович            | Старший лейтенант                                                   | 21.03.1940                                                                              |
| Колодченко, Борис Георгиевич         | Техник-лейтенант                                                    | 10.01.1944                                                                              |
| Колосов, Виктор Иванович             | Гвардии лейтенант                                                   | 13.09.1944                                                                              |
| Колычев, Николай Иванович            | Гвардии лейтенант                                                   | 24.03.1945                                                                              |
| Комаров, Дмитрий Евлампиевич         | Гвардии лейтенант                                                   | 26.09.1944                                                                              |
| Комарычев, Георгий Поликарпович      | Гвардии старший сержант                                             | 23.09.1944                                                                              |
| Комлев, Степан Петрович              | Лейтенант                                                           | 11.04.1940                                                                              |
| Кондауров, Иван Александрович        | Гвардии старший сержант                                             | 10.04.1945                                                                              |
| Кондрашин, Иван Павлович             | Старший лейтенант                                                   | 24.03.1945                                                                              |
| Конев, Павел Фёдорович               | Младший лейтенант                                                   | 27.02.1945                                                                              |
| Конев, Пётр Алексеевич               | Старшина                                                            | 10.01.1944                                                                              |
| Коновалов, Павел Васильевич          | Капитан                                                             | 31.05.1945                                                                              |
| Коновалов, Семён Васильевич          | Лейтенант                                                           | 31.03.1943                                                                              |
| Кононов, Александр Фёдорович         | Гвардии старший сержант                                             | 27.02.1945                                                                              |
| Кононов, Михаил Дмитриевич           | Майор                                                               | 27.02.1945                                                                              |
| Конорев, Иван Алексеевич             | Гвардии старший лейтенант                                           | 26.10.1943                                                                              |
| Константинов, Николай Павлович       | Гвардии полковник                                                   | 06.04.1945                                                                              |
| Коняхин, Александр Романович         | Гвардии лейтенант                                                   | 03.06.1944                                                                              |
| Копцов, Василий Алексеевич           | Капитан                                                             | 17.11.1939                                                                              |
| Копылов, Николай Вениаминович        | Гвардии полковник                                                   | 31.05.1945                                                                              |
| Копылов, Павел Иванович              | Лейтенант                                                           | 24.03.1945                                                                              |
| Копытин, Михаил Васильевич           | Старший лейтенант                                                   | 23.09.1944                                                                              |
| Корбут, Пётр Юлианович               | Гвардии полковник                                                   | 19.03.1944                                                                              |
| Кормишин, Иван Григорьевич           | Гвардии старший лейтенант                                           | 27.06.1945                                                                              |
| Корнеев, Василий Климович            | Гвардии капитан                                                     | 24.03.1945                                                                              |
| Корольков, Иван Иванович             | Старший лейтенант                                                   | 08.02.1943                                                                              |
| Корсаков, Владимир Васильевич        | Гвардии младший лейтенант                                           | 24.03.1945                                                                              |
| Корюкин, Геннадий Петрович           | Гвардии лейтенант                                                   | 26.04.1944                                                                              |
| Косарев, Владимир Алексеевич         | Лейтенант                                                           | 13.09.1944                                                                              |
| Космачёв, Михаил Михайлович          | Гвардии старший сержант                                             | 24.03.1945                                                                              |
| Костюк, Иосиф Степанович             | Старший лейтенант                                                   | 27.02.1945                                                                              |
| Костюк, Фёдор Семёнович              | Старший лейтенант                                                   | 31.05.1945                                                                              |
| Котловец, Михаил Павлович            | Гвардии капитан                                                     | 24.03.1945                                                                              |
| Котов, Яков Михайлович               | Гвардии старший сержант                                             | 31.05.1945                                                                              |
| Кошаев, Николай Михайлович           | Гвардии полковник                                                   | 11.03.1944                                                                              |
| Кошелев, Николай Васильевич          | Гвардии полковник                                                   | 10.01.1944                                                                              |
| Кошелев, Николай Иванович            | Лейтенант                                                           | 10.03.1944                                                                              |
| Кошечкин, Борис Кузьмич              | Гвардии лейтенант                                                   | 29.05.1944                                                                              |
| Кошманов, Михаил Михайлович          | Гвардии младший лейтенант                                           | 23.09.1944                                                                              |
| Кравченко, Владимир Ильич            | Гвардии лейтенант                                                   | 27.02.1945                                                                              |
| Кравченко, Иван Хотович              | Гвардии лейтенант                                                   | 27.02.1945                                                                              |
| Краев, Владимир Павлович             | Лейтенант                                                           | 04.06.1944                                                                              |
| Крайнов, Степан Матвеевич            | Гвардии младший лейтенант                                           | 23.09.1944                                                                              |
| Красиков, Николай Максимович         | Гвардии лейтенант                                                   | 24.04.1944                                                                              |
| Краснов, Виктор Михайлович           | Сержант                                                             | 19.04.1945                                                                              |
| Краснокутский, Константин Архипович  | Гвардии капитан                                                     | 29.06.1945                                                                              |
| Кремер, Симон Давидович              | Гвардии полковник                                                   | 23.08.1944                                                                              |
| Крестьянинов, Пётр Константинович    | Рядовой                                                             | 03.06.1944                                                                              |
| Кретинин, Тихон Данилович            | Старшина                                                            | 27.06.1945                                                                              |
| Кретов, Александр Фёдорович          | Политрук                                                            | 27.03.1942                                                                              |
| Кретов, Николай Фёдорович            | Лейтенант                                                           | 12.04.1942                                                                              |
| Кривенко, Иван Илларионович          | Гвардии старший сержант                                             | 31.05.1945                                                                              |
| Кривенко, Федосий Пимонович          | Младший лейтенант                                                   | 26.04.1944                                                                              |
| Кривой, Евгений Андреевич            | Рядовой                                                             | 21.03.1940                                                                              |
| Кривонос, Павел Ананьевич            | Младший лейтенант                                                   | 24.03.1945                                                                              |
| Криворотов, Михаил Павлович          | Рядовой                                                             | 20.11.1941                                                                              |
| Кривошеин, Семён Моисеевич           | Гвардии генерал-лейтенант танковых войск                            | 29.05.1945                                                                              |
| Кришталь, Арсентий Елисеевич         | Старшина                                                            | 26.10.1943                                                                              |
| Кротов, Михаил Иванович              | Гвардии старшина                                                    | 23.09.1944                                                                              |
| Кротов, Фёдор Фёдорович              | Младший командир                                                    | 21.03.1940                                                                              |
| Кругликов, Никита Кононович          | Гвардии лейтенант                                                   | 10.01.1944                                                                              |
| Кружалов, Василий Иванович           | Гвардии старший сержант                                             | 10.04.1945                                                                              |
| Кручинин, Владимир Фёдорович         | Младший командир                                                    | 14.03.1938                                                                              |
| Крылов, Василий Меркурьевич          | Гвардии старший лейтенант                                           | 24.03.1945                                                                              |
| Крылов, Николай Николаевич           | Сержант                                                             | 23.10.1943                                                                              |
| Кубышкин, Павел Антонович            | Старший лейтенант                                                   | 24.03.1945                                                                              |
| Кудрин, Иван Степанович              | Рядовой                                                             | 20.11.1941                                                                              |
| Кудрявцев, Александр Сергеевич       | Гвардии лейтенант                                                   | 15.05.1946                                                                              |
| Кузнецов, Виктор Павлович            | Младший сержант                                                     | 24.03.1945                                                                              |
| Кузнецов, Евгений Иванович           | Гвардии лейтенант                                                   | 10.01.1944                                                                              |
| Кузьмин, Василий Фёдорович           | Сержант                                                             | 23.10.1943                                                                              |
| Кузьмин, Михаил Александрович        | Старший лейтенант                                                   | 24.03.1945                                                                              |
| Кузьмин, Михаил Кузьмич              | Политрук                                                            | 17.12.1941                                                                              |
| Кузьмин, Николай Михайлович          | Лейтенант                                                           | 10.04.1945                                                                              |
| Кузьминов, Василий Павлович          | Гвардии младший лейтенант                                           | 15.05.1946                                                                              |
| Кузьминов, Иван Герасимович          | Лейтенант                                                           | 27.02.1945                                                                              |
| Кукин, Алексей Васильевич            | Старший лейтенант                                                   | 29.08.1939                                                                              |
| Куклев, Роман Павлович               | Гвардии старшина                                                    | 24.03.1945                                                                              |
| Кулабухов, Валентин Фёдорович        | Старший лейтенант                                                   | 21.03.1940                                                                              |
| Кулешов, Павел Павлович              | Гвардии младший лейтенант                                           | 23.09.1944                                                                              |
| Куликов, Фёдор Алексеевич            | Гвардии старшина                                                    | 24.03.1945                                                                              |
| Кулишев, Яков Сергеевич              | Гвардии лейтенант                                                   | 31.05.1945                                                                              |
| Кульбякин, Алексей Николаевич        | Гвардии майор                                                       | 27.02.1945                                                                              |
| Куперштейн, Израил Григорьевич       | Гвардии лейтенант                                                   | 10.01.1944                                                                              |
| Куприянов, Павел Емельянович         | Младший командир                                                    | 31.12.1936                                                                              |
| Курист, Людвиг Иванович              | Гвардии полковник                                                   | 31.05.1945                                                                              |
| Курцев, Борис Викторович             | Гвардии майор                                                       | 10.04.1945                                                                              |
| Кутенко, Николай Васильевич          | Гвардии старший лейтенант                                           | 27.02.1945                                                                              |
| Кухаренко, Николай Иванович          | Гвардии лейтенант                                                   | 24.03.1945                                                                              |
| Кухаров, Константин Фёдорович        | Гвардии старший сержант                                             | 27.02.1945                                                                              |
| Куштин, Иван Яковлевич               | Младший лейтенант                                                   | 21.03.1940                                                                              |
| Лабуз, Павел Иванович                | Младший лейтенант                                                   | 10.04.1945                                                                              |
| Лавров, Пётр Евстафьевич             | Старший сержант                                                     | 31.05.1945                                                                              |
| Лавров, Яков Иванович                | Старший лейтенант                                                   | 10.04.1945                                                                              |
| Лагутин, Василий Николаевич          | Гвардии капитан                                                     | 24.04.1944                                                                              |
| Ладушкин, Иван Мартынович            | Гвардии лейтенант                                                   | 29.08.1945                                                                              |
| Лазарев, Евгений Кузьмич             | Младший командир                                                    | 17.11.1939                                                                              |
| Лазарев, Фёдор Фёдорович             | Младший лейтенант                                                   | 22.02.1944                                                                              |
| Ламзин, Фёдор Иванович               | Рядовой                                                             | 07.04.1940                                                                              |
| Лапутин, Сергей Яковлевич            | Майор                                                               | 14.03.1938                                                                              |
| Лапшин, Павел Иванович               | Гвардии младший лейтенант                                           | 27.02.1945                                                                              |
| Лапшов, Николай Прокофьевич          | Старший лейтенант                                                   | 27.02.1945                                                                              |
| Ларченко, Михаил Андреевич           | Младший командир                                                    | 15.01.1940                                                                              |
| Левенец, Егор Михайлович             | Гвардии старшина                                                    | 31.05.1945                                                                              |
| Лезин, Вениамин Павлович             | Лейтенант                                                           | 15.01.1944                                                                              |
| Лейков, Андрей Леонардович           | Капитан                                                             | 19.03.1944                                                                              |
| Леонов, Михаил Алексеевич            | Младший сержант                                                     | 13.03.1944                                                                              |
| Липкин, Герман Николаевич            | Лейтенант                                                           | 13.09.1944                                                                              |
| Литвиненко, Иван Фёдорович           | Старший сержант                                                     | 17.11.1943                                                                              |
| Литвинов, Владимир Григорьевич       | Капитан                                                             | 26.08.1944                                                                              |
| Литвинов, Пётр Васильевич            | Гвардии лейтенант                                                   | 02.08.1944                                                                              |
| Лобанов, Андрей Григорьевич          | Старший лейтенант                                                   | 04.02.1943                                                                              |
| Лобастев, Михаил Абрамович           | Младший командир                                                    | 15.01.1940                                                                              |
| Лобов, Яков Михайлович               | Старший лейтенант                                                   | 24.03.1945                                                                              |
| Логинов, Анатолий Фёдорович          | Гвардии техник-лейтенант                                            | 03.06.1944                                                                              |
| Логинов, Леонид Семёнович            | Гвардии сержант                                                     | 28.04.1945                                                                              |
| Лоза, Дмитрий Фёдорович              | Гвардии капитан                                                     | 15.05.1946                                                                              |
| Лозовский, Виктор Изотович           | Гвардии старшина                                                    | 27.02.1945                                                                              |
| Ломакин, Василий Андреевич           | Полковник                                                           | 04.06.1944                                                                              |
| Лосик, Олег Александрович            | Гвардии полковник                                                   | 04.07.1944                                                                              |
| Лохматиков, Филипп Прокофьевич       | Гвардии лейтенант                                                   | 10.01.1944                                                                              |
| Лошков, Алексей Иванович             | Младший командир                                                    | 21.03.1940                                                                              |
| Лубянецкий, Иван Федосеевич          | Старший лейтенант                                                   | 31.03.1943                                                                              |
| Лубяной, Иван Андреевич              | Старший сержант                                                     | 24.03.1945                                                                              |
| Луговой, Василий Петрович            | Младший командир                                                    | 17.11.1939                                                                              |
| Луговцев, Николай Иванович           | Лейтенант                                                           | 24.03.1945                                                                              |
| Лукин, Михаил Алексеевич             | Капитан                                                             | 17.11.1939                                                                              |
| Лукинов, Николай Тарасович           | Лейтенант                                                           | 15.01.1944                                                                              |
| Лукьянов, Алексей Власович           | Полковник                                                           | 06.04.1945                                                                              |
| Луппов, Евгений Алексеевич           | Младший командир                                                    | 15.01.1940                                                                              |
| Луста, Пётр Васильевич               | Капитан                                                             | 10.01.1944                                                                              |
| Луценко, Игнат Дорофеевич            | Гвардии старший сержант                                             | 27.02.1945                                                                              |
| Лызин, Василий Петрович              | Гвардии капитан                                                     | 31.05.1945                                                                              |
| Любушкин, Иван Тимофеевич            | Старший сержант                                                     | 10.10.1941                                                                              |
| Люлин, Павлин Алексеевич             | Гвардии сержант                                                     | 27.02.1945                                                                              |
| Лядов, Иван Григорьевич              | Гвардии сержант                                                     | 10.04.1945                                                                              |
| Лянгасов, Александр Павлович         | Гвардии младший лейтенант                                           | 10.01.1944                                                                              |
| Лях, Николай Локтионович             | Майор                                                               | 27.02.1945                                                                              |
| Мазницын, Иван Сергеевич             | Старший лейтенант                                                   | 24.03.1945                                                                              |
| Мазурин, Михаил Александрович        | Гвардии старшина                                                    | 10.04.1945                                                                              |
| Майстренко, Борис Александрович      | Лейтенант                                                           | 24.03.1945                                                                              |
| Майстренко, Владимир Никитович       | Гвардии старшина                                                    | 23.09.1944                                                                              |
| Макаренков, Иван Михайлович          | Гвардии старшина                                                    | 10.02.1943                                                                              |
| Макаров, Василий Иосифович           | Гвардии подполковник                                                | 06.04.1945                                                                              |
| Макаров, Георгий Васильевич          | Гвардии младший лейтенант                                           | 24.03.1945                                                                              |
| Макаров, Иван Иванович (танкист)     | Сержант                                                             | 23.10.1943                                                                              |
| Макаров, Михаил Андреевич            | Гвардии младший сержант                                             | 24.03.1945                                                                              |
| Макеев, Борис Васильевич             | Старшина                                                            | 13.09.1944                                                                              |
| Макеев, Сергей Фёдорович             | Гвардии лейтенант                                                   | 10.01.1944                                                                              |
| Маковский, Иосиф Исаакович           | Лейтенант                                                           | 21.03.1940                                                                              |
| Максаков, Владимир Николаевич        | Гвардии лейтенант                                                   | 24.04.1944                                                                              |
| Малахов, Юрий Николаевич             | Гвардии младший лейтенант                                           | 24.03.1945                                                                              |
| Малинка, Константин Арсентьевич      | Старшина                                                            | 24.03.1945                                                                              |
| Малиновский, Цезарь Казимирович      | Гвардии старший лейтенант                                           | 27.02.1945                                                                              |
| Малихов, Анатолий Наумович           | Гвардии майор                                                       | 13.09.1944                                                                              |
| Малов, Иван Степанович               | Младший лейтенант                                                   | 24.03.1945                                                                              |
| Малозёмов, Иван Прокопьевич          | Гвардии лейтенант                                                   | 21.04.1943                                                                              |
| Малыгин, Константин Алексеевич       | Генерал-майор танковых войск                                        | 17.11.1943                                                                              |
| Малюга, Николай Семёнович            | Гвардии старший лейтенант                                           | 10.04.1945                                                                              |
| Мамедов, Халил Мамед оглы            | Капитан                                                             | 24.03.1945                                                                              |
| Манаков, Пётр Захарович              | Техник-лейтенант                                                    | 28.04.1943                                                                              |
| Мантуров, Михаил Никонович           | Старшина                                                            | 24.03.1945                                                                              |
| Манукян, Андраник Александрович      | Гвардии капитан                                                     | 27.02.1945                                                                              |
| Марачевич, Николай Дионисьевич       | Подполковник                                                        | 17.05.1944                                                                              |
| Мариков, Иван Ефимович               | Гвардии младший лейтенант                                           | 03.06.1944                                                                              |
| Марков, Виктор Степанович            | Лейтенант                                                           | 26.04.1944                                                                              |
| Марков, Владимир Александрович       | Гвардии капитан                                                     | 27.06.1945                                                                              |
| Мартехов, Василий Фёдорович          | Гвардии старший лейтенант                                           | 26.10.1943                                                                              |
| Мартынов, Александр Максимович       | Лейтенант                                                           | 10.02.1943                                                                              |
| Марунов, Анатолий Павлович           | Гвардии старший сержант                                             | 28.04.1945                                                                              |
| Мархеев, Михаил Фёдорович            | Гвардии старший лейтенант                                           | 03.06.1944                                                                              |
| Марчук, Михаил Андреевич             | Лейтенант                                                           | 24.03.1945                                                                              |
| Марьяновский, Моисей Фроимович       | Гвардии капитан                                                     | 24.03.1945                                                                              |
| Масаев, Аслангери Яхьяевич           | Гвардии лейтенант                                                   | 27.02.1945                                                                              |
| Маслов, Василий Иванович             | Лейтенант                                                           | 24.03.1945                                                                              |
| Маслов, Илья Петрович                | Старшина                                                            | 24.03.1945                                                                              |
| Матвеев, Олег Петрович               | Гвардии лейтенант                                                   | 27.02.1945                                                                              |
| Матвеенко, Иван Андреевич            | Гвардии лейтенант                                                   | 24.03.1945                                                                              |
| Матвейцев, Иван Михайлович           | Гвардии лейтенант                                                   | 10.01.1944                                                                              |
| Матвиенко, Андрей Григорьевич        | Гвардии сержант                                                     | 27.02.1945                                                                              |
| Матвиенко, Николай Ефимович          | Младший командир                                                    | 07.04.1940                                                                              |
| Махота, Иван Григорьевич             | Старший лейтенант                                                   | 15.01.1944                                                                              |
| Махров, Алексей Григорьевич          | Лейтенант                                                           | 10.03.1944                                                                              |
| Мацак, Иван Макарович                | Гвардии старшина                                                    | 10.01.1944                                                                              |
| Мацапура, Сергей Степанович          | Гвардии старшина                                                    | 27.02.1945                                                                              |
| Машкарин, Иван Николаевич            | Майор                                                               | 24.03.1945                                                                              |
| Машков, Николай Васильевич           | Младший командир                                                    | 07.04.1940                                                                              |
| Медведь, Иван Федосеевич             | Капитан                                                             | 10.04.1945                                                                              |
| Мельников, Анатолий Васильевич       | Старший лейтенант                                                   | 24.03.1945                                                                              |
| Мельников, Виктор Иванович           | Гвардии старший лейтенант                                           | 13.09.1944                                                                              |
| Мельников, Семён Иванович            | Гвардии генерал-майор танковых войск                                | 17.11.1943                                                                              |
| Мерзляк, Иван Дмитриевич             | Лейтенант                                                           | 19.06.1943                                                                              |
| Метелёв, Василий Петрович            | Гвардии майор                                                       | 10.01.1944                                                                              |
| Мехнин, Фёдор Михайлович             | Старшина                                                            | 13.09.1944                                                                              |
| Миловидов, Вадим Сергеевич           | Гвардии сержант                                                     | 24.03.1945                                                                              |
| Милюков, Александр Иванович          | Гвардии младший лейтенант                                           | 27.06.1945                                                                              |
| Мирвода, Семён Никифорович           | Полковник                                                           | 17.05.1944                                                                              |
| Миренков, Иван Степанович            | Младший лейтенант                                                   | 15.05.1946                                                                              |
| Миронов, Филипп Абрамович            | Гвардии младший лейтенант                                           | 24.03.1945                                                                              |
| Митрофанов, Василий Андреевич        | Гвардии генерал-майор танковых войск                                | 29.05.1945                                                                              |
| Митт, Сергей Михайлович              | Гвардии лейтенант                                                   | 24.03.1945                                                                              |
| Михайлов, Александр Борисович        | Гвардии младший лейтенант                                           | 24.03.1945                                                                              |
| Михайлов, Владимир Андреевич         | Гвардии младший лейтенант                                           | 16.05.1944                                                                              |
| Михайлов, Григорий Михайлович        | Майор                                                               | 29.08.1939                                                                              |
| Михеев, Павел Антонович              | Гвардии младший лейтенант                                           | 27.02.1945                                                                              |
| Михно, Николай Михайлович            | Гвардии полковник                                                   | 28.04.1945                                                                              |
| Мишкин, Николай Тимофеевич           | Старший лейтенант                                                   | 24.03.1945                                                                              |
| Мишулин, Василий Александрович       | Полковник                                                           | 24.07.1941                                                                              |
| Мнацаканов, Александр Сидорович      | Лейтенант                                                           | 24.03.1945                                                                              |
| Мозговой, Иван Остапович             | Гвардии лейтенант                                                   | 24.03.1945                                                                              |
| Мозжаров, Иван Иванович              | Гвардии старшина                                                    | 03.06.1944                                                                              |
| Молоков, Иван Константинович         | Гвардии старший лейтенант                                           | 16.05.1944                                                                              |
| Молчанов, Николай Сергеевич          | Гвардии капитан                                                     | 27.02.1945                                                                              |
| Мороз, Евгений Евдокимович           | Лейтенант                                                           | 17.11.1939                                                                              |
| Мороз, Иван Николаевич               | Капитан                                                             | 24.03.1945                                                                              |
| Морозов, Пётр Иванович               | Гвардии лейтенант                                                   | 27.06.1945                                                                              |
| Москальчук, Никита Андреевич         | Гвардии подполковник                                                | 10.01.1944                                                                              |
| Мосолов, Анатолий Алексеевич         | Гвардии лейтенант                                                   | 03.06.1944                                                                              |
| Мугалёв, Павел Михайлович            | Подполковник                                                        | 17.11.1943                                                                              |
| Мурашкин, Михаил Фёдорович           | Младший лейтенант                                                   | 24.03.1945                                                                              |
| Мурашов, Павел Романович             | Гвардии старшина                                                    | 24.03.1945                                                                              |
| Мясников, Михаил Иванович            | Старший лейтенант                                                   | 24.03.1945                                                                              |
| Наборский, Иван Савельевич           | Старший лейтенант                                                   | 10.04.1945                                                                              |
| Нагирняк, Дмитрий Васильевич         | Гвардии подполковник                                                | 13.09.1944                                                                              |
| Нагуманов, Дайлягай Сираевич         | Старший лейтенант                                                   | 24.03.1945                                                                              |
| Назаренко, Александр Константинович  | Гвардии старший лейтенант                                           | 31.05.1945                                                                              |
| Найдин, Григорий Николаевич          | Лейтенант                                                           | 03.06.1944                                                                              |
| Налимов, Григорий Сергеевич          | Гвардии старший сержант                                             | 28.04.1945                                                                              |
| Науменко, Виктор Петрович            | Капитан                                                             | 27.02.1945                                                                              |
| Наумов, Алексей Фёдорович            | Лейтенант                                                           | 23.09.1943                                                                              |
| Наумов, Кондратий Иванович           | Гвардии капитан                                                     | 22.08.1944                                                                              |
| Неживенко, Павел Гурьевич            | Гвардии старший лейтенант                                           | 27.02.1945                                                                              |
| Некрасов, Дмитрий Фёдорович          | Гвардии лейтенант                                                   | 15.05.1946                                                                              |
| Нелюбов, Василий Григорьевич         | Младший лейтенант                                                   | 29.06.1945                                                                              |
| Несветайлов, Владимир Иванович       | Гвардии лейтенант                                                   | 13.09.1944                                                                              |
| Нестеров, Степан Кузьмич             | Полковник                                                           | 19.04.1945                                                                              |
| Нехаев, Михаил Константинович        | Гвардии сержант                                                     | 28.04.1945                                                                              |
| Нечаев, Михаил Ефимович              | Капитан                                                             | 14.02.1943                                                                              |
| Никандров, Василий Никандрович       | Гвардии младший лейтенант                                           | 24.03.1945                                                                              |
| Никитин, Александр Александрович     | Лейтенант                                                           | 10.01.1944                                                                              |
| Никитин, Александр Семёнович         | Гвардии лейтенант                                                   | 15.05.1946                                                                              |
| Никитин, Василий Афанасьевич         | Гвардии старший сержант                                             | 27.02.1945                                                                              |
| Никифоров, Степан Никифорович        | Старший лейтенант                                                   | 04.02.1943                                                                              |
| Николаев, Владимир Николаевич        | Гвардии капитан                                                     | 23.09.1944                                                                              |
| Николаенко, Пётр Иванович            | Старший лейтенант                                                   | 31.03.1943                                                                              |
| Николаенко, Роман Стефанович         | Гвардии лейтенант                                                   | 24.03.1945                                                                              |
| Николенко, Степан Михайлович         | Старший лейтенант                                                   | 11.04.1940                                                                              |
| Никонов, Алексей Васильевич          | Младший командир                                                    | 22.10.1937                                                                              |
| Никонов, Константин Павлович         | Гвардии старший лейтенант                                           | 27.02.1945                                                                              |
| Новиков, Василий Васильевич          | Гвардии генерал-майор                                               | 29.05.1945                                                                              |
| Новиков, Василий Иванович            | Гвардии лейтенант                                                   | 10.04.1945                                                                              |
| Новиков, Василий Михайлович          | Младший командир                                                    | 04.07.1937                                                                              |
| Новиков, Виктор Алексеевич           | капитан                                                             | 07.03.1938                                                                              |
| Новиков, Ефим Васильевич             | Старший лейтенант                                                   | 24.03.1945                                                                              |
| Новиков, Иван Васильевич             | Гвардии лейтенант                                                   | 24.03.1945                                                                              |
| Новиков, Николай Александрович       | Генерал-полковник танковых войск                                    | 29.05.1945                                                                              |
| Новиков, Николай Никитович           | Гвардии старшина                                                    | 23.09.1944                                                                              |
| Новохатько, Михаил Степанович        | Гвардии подполковник                                                | 17.11.1943                                                                              |
| Норицын, Пётр Михайлович             | Младший сержант                                                     | 23.09.1943                                                                              |
| Нортенко, Василий Иванович           | Лейтенант                                                           | 24.03.1945                                                                              |
| Носков, Григорий Матвеевич           | Старший сержант                                                     | 31.05.1945                                                                              |
| Нуждов, Николай Ильич                | Гвардии старшина                                                    | 04.07.1944                                                                              |
| Обухов, Виктор Тимофеевич            | Гвардии генерал-лейтенант танковых войск                            | 10.01.1944                                                                              |
| Овчаренко, Кузьма Иванович           | Гвардии полковник                                                   | 28.04.1945                                                                              |
| Овчаров, Александр Михайлович        | Гвардии подполковник                                                | 24.03.1945                                                                              |
| Оганьянц, Грант Аракелович           | Капитан                                                             | 16.05.1944                                                                              |
| Озерин, Фёдор Иванович               | Гвардии старшина                                                    | 23.09.1943                                                                              |
| Окороков, Матвей Петрович            | Лейтенант                                                           | 02.08.1944                                                                              |
| Октябрьская, Мария Васильевна        | Гвардии сержант                                                     | 31.05.1945                                                                              |
| Олейников, Иван Иванович             | Гвардии лейтенант                                                   | 24.03.1945                                                                              |
| Ольшевский, Александр Васильевич     | Гвардии младший лейтенант                                           | 24.03.1945                                                                              |
| Ольшевский, Николай Михайлович       | Гвардии младший лейтенант                                           | 24.03.1945                                                                              |
| Орехов, Пётр Иванович                | Гвардии майор                                                       | 10.01.1944                                                                              |
| Орликов, Александр Михайлович        | Гвардии старший лейтенант                                           | 27.02.1945                                                                              |
| Орлов, Михаил Фёдорович              | Старший лейтенант                                                   | 27.02.1945                                                                              |
| Орловский, Константин Иванович       | Капитан                                                             | 24.03.1945                                                                              |
| Осадчий, Семён Кузьмич               | Лейтенант                                                           | 31.12.1936                                                                              |
| Осатюк, Дмитрий Иванович             | Лейтенант                                                           | 10.02.1943                                                                              |
| Осипов, Василий Иванович             | Капитан                                                             | 04.06.1944                                                                              |
| Оськин, Александр Петрович           | Гвардии младший лейтенант                                           | 23.09.1944                                                                              |
| Павлов, Валентин Васильевич          | Капитан                                                             | 24.03.1945                                                                              |
| Павлов, Дмитрий Григорьевич          | Командир корпуса                                                    | 21.06.1937                                                                              |
| Павлов, Василий Васильевич           | Гвардии майор                                                       | 27.02.1945                                                                              |
| Павлов, Сергей Михайлович            | Капитан                                                             | 08.02.1943                                                                              |
| Павлов, Фёдор Павлович               | Младший командир                                                    | 21.03.1940                                                                              |
| Павлушко, Аркадий Тимофеевич         | Гвардии полковник                                                   | 06.04.1945                                                                              |
| Падуков, Леонид Степанович           | Капитан                                                             | 24.03.1945                                                                              |
| Паланский, Александр Степанович      | Лейтенант                                                           | 15.01.1944                                                                              |
| Панов, Василий Ефимович              | Лейтенант                                                           | 27.06.1945                                                                              |
| Панов, Михаил Фёдорович              | Гвардии генерал-лейтенант танковых войск                            | 29.05.1945                                                                              |
| Панфилов, Алексей Павлович           | Гвардии генерал-лейтенант танковых войск                            | 29.05.1945                                                                              |
| Панфилов, Дмитрий Иванович           | Младший лейтенант                                                   | 24.03.1945                                                                              |
| Панчиков, Василий Иванович           | Гвардии младший сержант                                             | 24.03.1945                                                                              |
| Парфёнов, Афанасий Георгиевич        | Старший лейтенант                                                   | 24.03.1945                                                                              |
| Паршин, Виктор Степанович            | Лейтенант                                                           | 15.01.1944                                                                              |
| Пасынок, Иван Кузьмич                | Гвардии капитан                                                     | 15.05.1946                                                                              |
| Пасько, Алексей Афанасьевич          | Гвардии младший техник-лейтенант                                    | 10.04.1945                                                                              |
| Паширов, Валентин Дмитриевич         | Лейтенант                                                           | 10.01.1944                                                                              |
| Пашков, Андрей Никитович             | Гвардии полковник                                                   | 06.04.1945                                                                              |
| Пегов, Григорий Иванович             | Младший лейтенант                                                   | 24.03.1945                                                                              |
| Пеньков, Иван Михайлович             | Гвардии старший лейтенант                                           | 10.04.1945                                                                              |
| Передерий, Иосиф Антонович           | Гвардии старшина                                                    | 24.03.1945                                                                              |
| Перепелица, Поликарп Лазаревич       | Старший сержант                                                     | 02.12.1942                                                                              |
| Пермяков, Владимир Васильевич        | Гвардии старший сержант                                             | 27.02.1945                                                                              |
| Песков, Константин Александрович     | Младший лейтенант                                                   | 24.03.1945                                                                              |
| Петров, Владимир Яковлевич           | Старший лейтенант                                                   | 31.03.1943                                                                              |
| Петров, Иван Петрович                | Гвардии старший лейтенант                                           | 10.04.1945                                                                              |
| Петров, Михаил Захарович             | Лейтенант                                                           | 23.09.1944                                                                              |
| Петров, Михаил Петрович              | Майор                                                               | 10.04.1945                                                                              |
| Петров, Николай Семёнович            | Старшина                                                            | 04.02.1943                                                                              |
| Петров, Роман Ильич                  | Гвардии младший лейтенант                                           | 24.03.1945                                                                              |
| Петровский, Георгий Семёнович        | Гвардии лейтенант                                                   | 10.01.1944                                                                              |
| Петровский, Константин Остапович     | Полковник                                                           | 19.04.1945                                                                              |
| Петряев, Александр Акимович          | Гвардии сержант                                                     | 24.03.1945                                                                              |
| Петушков, Адам Захарович             | Старший лейтенант                                                   | 10.01.1944                                                                              |
| Пивоваров, Михаил Иванович           | Гвардии майор                                                       | 27.02.1945                                                                              |
| Пиджаков, Николай Николаевич         | Гвардии лейтенант                                                   | 24.03.1945                                                                              |
| Пикалов, Александр Михайлович        | Гвардии лейтенант                                                   | 10.04.1945                                                                              |
| Пикунов, Александр Степанович        | Младший лейтенант                                                   | 27.06.1945                                                                              |
| Пилипенко, Яков Павлович             | Гвардии лейтенант                                                   | 27.02.1945                                                                              |
| Пильников, Александр Павлович        | Лейтенант                                                           | 24.03.1945                                                                              |
| Пименов, Иван Иванович               | Капитан                                                             | 24.03.1945                                                                              |
| Пинский, Матвей Савельевич           | Гвардии майор                                                       | 27.02.1945                                                                              |
| Пинчук, Андрей Михайлович            | Гвардии майор                                                       | 28.04.1945                                                                              |
| Пинчук, Тимофей Зиновьевич           | Гвардии подполковник                                                | 15.05.1946                                                                              |
| Пиняев, Георгий Андреевич            | Лейтенант                                                           | 21.03.1940                                                                              |
| Писаренко, Павел Трофимович          | Гвардии сержант                                                     | 28.04.1945                                                                              |
| Пискунов, Михаил Степанович          | Гвардии подполковник                                                | 31.05.1945                                                                              |
| Пислегин, Виктор Кузьмич             | Рядовой                                                             | 21.03.1940                                                                              |
| Пичугин, Иван Яковлевич              | Гвардии капитан                                                     | 10.04.1945                                                                              |
| Пичугин, Михаил Сергеевич            | Старший сержант                                                     | 24.03.1945                                                                              |
| Платицин, Владимир Васильевич        | Гвардии майор                                                       | 26.08.1944                                                                              |
| Плеханов, Николай Алексеевич         | Гвардии старший сержант                                             | 31.05.1945                                                                              |
| Плотников, Александр Григорьевич     | Лейтенант                                                           | 21.03.1940                                                                              |
| Плугатарь, Алексей Петрович          | Гвардии старший лейтенант                                           | 24.03.1945                                                                              |
| Плющенко, Сергей Алексеевич          | Старший лейтенант                                                   | 20.12.1943                                                                              |
| Поворознюк, Иван Семёнович           | Старший лейтенант                                                   | 03.06.1944                                                                              |
| Погодин, Дмитрий Дмитриевич          | Старший лейтенант                                                   | 31.12.1936                                                                              |
| Погорелов, Семён Алексеевич          | Гвардии лейтенант                                                   | 27.02.1945                                                                              |
| Поданев, Егор Фёдорович              | Гвардии старший сержант                                             | 27.02.1945                                                                              |
| Подгорбунский, Владимир Николаевич   | Старший лейтенант                                                   | 10.01.1944                                                                              |
| Поддавашкин, Александр Васильевич    | Гвардии лейтенант                                                   | 31.05.1945                                                                              |
| Поднавозный, Степан Трофимович       | Младший командир                                                    | 17.11.1939                                                                              |
| Поздняков, Фёдор Григорьевич         | Капитан                                                             | 26.09.1944                                                                              |
| Позолотин, Тимофей Семёнович         | Гвардии подполковник                                                | 26.12.1942                                                                              |
| Полежаев, Николай Сергеевич          | Старший сержант                                                     | 27.02.1945                                                                              |
| Половченя, Гавриил Антонович         | Капитан                                                             | 05.05.1942                                                                              |
| Полубояров, Павел Павлович           | Гвардии генерал-лейтенант танковых войск                            | 29.05.1945                                                                              |
| Полянский, Николай Алексеевич        | Гвардии лейтенант                                                   | 24.04.1944                                                                              |
| Пономарёв, Георгий Андреевич         | Гвардии капитан                                                     | 04.06.1944                                                                              |
| Пономаренко, Виктор Иванович         | Младший лейтенант                                                   | 13.09.1944                                                                              |
| Попов, Борис Петрович                | Майор                                                               | 25.07.1941                                                                              |
| Потапов, Василий Абрамович           | Гвардии старший лейтенант                                           | 03.06.1944                                                                              |
| Потапов, Дмитрий Мефодьевич          | Гвардии старший лейтенант                                           | 23.09.1944                                                                              |
| Потеев, Николай Павлович             | Лейтенант                                                           | 24.03.1945                                                                              |
| Присягин, Николай Алексеевич         | Лейтенант                                                           | 27.06.1945                                                                              |
| Приходцев, Василий Иванович          | Гвардии лейтенант                                                   | 24.05.1944                                                                              |
| Приходько, Василий Артёмович         | Рядовой                                                             | 23.10.1943                                                                              |
| Приходько, Назар Ксенофонтович       | Рядовой                                                             | 23.10.1943                                                                              |
| Прованов, Григорий Васильевич        | Подполковник                                                        | 04.02.1943                                                                              |
| Прокофьев, Фёдор Васильевич          | Младший командир                                                    | 21.03.1940                                                                              |
| Пронин, Василий Дмитриевич           | Лейтенант                                                           | 10.04.1945                                                                              |
| Просолов, Иван Васильевич            | Младший командир                                                    | 29.08.1939                                                                              |
| Прошин, Иван Иванович                | Старший лейтенант                                                   | 07.04.1940                                                                              |
| Прудкий, Николай Петрович            | Лейтенант                                                           | 04.06.1944                                                                              |
| Пузыркин, Яков Афанасьевич           | Гвардии лейтенант                                                   | 10.04.1945                                                                              |
| Пустовалов, Алексей Михайлович       | Гвардии младший лейтенант                                           | 13.09.1944                                                                              |
| Пушкарёв, Константин Иванович        | Младший командир                                                    | 25.10.1938                                                                              |
| Пушкарёв, Сергей Филиппович          | Подполковник                                                        | 10.01.1944                                                                              |
| Пушкин, Ефим Григорьевич             | Полковник                                                           | 09.11.1941                                                                              |
| Пэнэжко, Григорий Иванович           | Капитан                                                             | 13.09.1944                                                                              |
| Пятакович, Александр Францевич       | Старший лейтенант                                                   | 24.03.1945                                                                              |
| Пятикоп, Михаил Евгеньевич           | Старший лейтенант                                                   | 17.12.1941                                                                              |
| Радченко, Михаил Васильевич          | Лейтенант                                                           | 15.01.1944                                                                              |
| Райков, Анатолий Иванович            | Гвардии младший лейтенант                                           | 10.04.1945                                                                              |
| Рак, Павел Николаевич                | Гвардии лейтенант                                                   | 24.03.1945                                                                              |
| Рассоха, Семён Николаевич            | Младший командир                                                    | 25.10.1938                                                                              |
| Рафиев, Наджафгулу Раджабали оглы    | Младший лейтенант                                                   | 26.09.1944                                                                              |
| Рафтопулло, Анатолий Анатольевич     | Капитан                                                             | 11.01.1942                                                                              |
| Ращупкин, Андрей Иванович            | Младший сержант                                                     | 17.12.1941                                                                              |
| Рева, Василий Лаврентьевич           | Младший лейтенант                                                   | 24.03.1945                                                                              |
| Ревков, Иван Иванович                | Гвардии лейтенант                                                   | 24.03.1945                                                                              |
| Решетников, Николай Михайлович       | Капитан                                                             | 24.03.1945                                                                              |
| Ринчино, Базар                       | Старший сержант                                                     | 10.01.1944                                                                              |
| Рогожников, Федосий Васильевич       | Гвардии капитан                                                     | 29.06.1945                                                                              |
| Рогозин, Анатолий Васильевич         | Майор                                                               | 31.05.1945                                                                              |
| Родин, Алексей Григорьевич           | Генерал-лейтенант танковых войск                                    | 7.02.1943                                                                               |
| Розанов, Василий Петрович            | Младший лейтенант                                                   | 07.04.1940                                                                              |
| Роман, Алексей Петрович              | Гвардии старший лейтенант                                           | 10.04.1945                                                                              |
| Романенко, Георгий Александрович     | Старший лейтенант                                                   | 10.03.1944                                                                              |
| Романков, Александр Андрианович      | Младший лейтенант                                                   | 10.04.1945                                                                              |
| Романов, Николай Фёдорович           | Лейтенант                                                           | 08.09.1945                                                                              |
| Романченко, Иван Ефимович            | Гвардии старший сержант                                             | 10.04.1945                                                                              |
| Росляков, Алексей Александрович      | Лейтенант                                                           | 15.01.1944                                                                              |
| Ротмистров, Павел Алексеевич         | Главный маршал бронетанковых войск                                  | 07.05.1965                                                                              |
| Рощин, Иван Дмитриевич               | Гвардии младший лейтенант                                           | 24.03.1945                                                                              |
| Рубан, Николай Афанасьевич           | Гвардии старший лейтенант                                           | 24.03.1945                                                                              |
| Рудаков, Александр Павлович          | Младший лейтенант                                                   | 15.01.1944                                                                              |
| Рудаков, Евгений Михайлович          | Капитан                                                             | 20.05.1940                                                                              |
| Руденок, Яков Фёдорович              | Младший командир                                                    | 21.03.1940                                                                              |
| Рудкин, Филипп Никитович             | Полковник                                                           | 31.03.1943                                                                              |
| Руднев, Василий Дмитриевич           | Сержант                                                             | 24.03.1945                                                                              |
| Рудской, Фёдор Андреевич             | Капитан                                                             | 19.04.1945                                                                              |
| Рудык, Николай Мартынович            | Старший лейтенант                                                   | 24.04.1944                                                                              |
| Русин, Никита Иванович               | Рядовой                                                             | 26.01.1940                                                                              |
| Русских, Пётр Егорович               | Старший сержант                                                     | 27.06.1945                                                                              |
| Рухлядьев, Александр Игнатьевич      | Старший лейтенант                                                   | 29.06.1945                                                                              |
| Рывж, Всеволод Езупович              | Гвардии полковник                                                   | 06.04.1945                                                                              |
| Рындя, Василий Ильич                 | Младший сержант                                                     | 27.03.1942                                                                              |
| Рысевец, Флавиан Владимирович        | Старший лейтенант                                                   | 24.03.1945                                                                              |
| Рязанцев, Николай Дмитриевич         | Гвардии лейтенант                                                   | 24.03.1945                                                                              |
| Савватеев, Аркадий Михайлович        | Старший сержант                                                     | 24.03.1945                                                                              |
| Савельев, Василий Львович            | Младший лейтенант                                                   | 16.05.1944                                                                              |
| Савельев, Константин Александрович   | Старший сержант                                                     | 10.04.1945                                                                              |
| Савельев, Константин Иванович        | Младший лейтенант                                                   | 08.02.1943                                                                              |
| Савельев, Михаил Иванович            | Генерал-лейтенант танковых войск                                    | 08.09.1945                                                                              |
| Савин, Николай Семёнович             | Гвардии лейтенант                                                   | 13.09.1944                                                                              |
| Сагайдачный, Юрий Михайлович         | Лейтенант                                                           | 23.10.1943                                                                              |
| Садовой, Александр Петрович          | Майор                                                               | 31.05.1945                                                                              |
| Саенко, Василий Тарасович            | Гвардии лейтенант                                                   | 27.06.1945                                                                              |
| Сажинов, Виктор Александрович        | Гвардии рядовой                                                     | 10.04.1945                                                                              |
| Сальников, Михаил Степанович         | Старшина                                                            | 24.03.1945                                                                              |
| Самоваров, Василий Иванович          | Старший лейтенант                                                   | 24.03.1945                                                                              |
| Саначёв, Михаил Данилович            | Старший лейтенант                                                   | 13.09.1944                                                                              |
| Сапунков, Борис Петрович             | Лейтенант                                                           | 27.02.1945                                                                              |
| Сарана, Иван Петрович                | Гвардии младший лейтенант                                           | 02.08.1944                                                                              |
| Светачев, Георгий Георгиевич         | Лейтенант                                                           | 15.01.1944                                                                              |
| Свирепкин, Павел Михайлович          | Майор                                                               | 27.02.1945                                                                              |
| Свиридов, Карп Васильевич            | Генерал-лейтенант                                                   | 28.04.1945                                                                              |
| Священко, Юрий Григорьевич           | Гвардии лейтенант                                                   | 31.05.1945                                                                              |
| Седов, Иван Викторович               | Старший лейтенант                                                   | 28.04.1945                                                                              |
| Селедцов, Иван Федосеевич            | Старший лейтенант                                                   | 05.11.1942                                                                              |
| Селиванов, Пётр Дмитриевич           | Лейтенант                                                           | 24.03.1945                                                                              |
| Селицкий, Николай Александрович      | Лейтенант                                                           | 31.12.1936                                                                              |
| Семёнов, Павел Афанасьевич           | Младший командир                                                    | 14.03.1938                                                                              |
| Семенченко, Кузьма Александрович     | Генерал-майор танковых войск                                        | 22.07.1941                                                                              |
| Сергеев, Иван Иванович               | Гвардии полковник                                                   | 17.11.1943                                                                              |
| Сергеев, Николай Александрович       | Подполковник                                                        | 31.03.1943                                                                              |
| Серебряков, Андрей Михайлович        | Младший командир                                                    | 07.04.1940                                                                              |
| Середа, Иван Павлович                | Рядовой                                                             | 31.08.1941                                                                              |
| Сивков, Вадим Александрович          | Младший лейтенант                                                   | 03.06.1944                                                                              |
| Сиволап, Иван Данилович              | Младший командир                                                    | 07.04.1940                                                                              |
| Силантьев, Иван Матвеевич            | Гвардии старший сержант                                             | 26.10.1943                                                                              |
| Силантьев, Михаил Васильевич         | Лейтенант                                                           | 15.01.1944                                                                              |
| Симаков, Фёдор Фёдорович             | Гвардии младший лейтенант                                           | 24.03.1945                                                                              |
| Симонян, Карапет Семёнович           | Красноармеец                                                        | 15.01.1940                                                                              |
| Сирик, Дмитрий Иванович              | Гвардии старший лейтенант                                           | 26.04.1944                                                                              |
| Ситников, Вениамин Иванович          | Старшина                                                            | 24.03.1945                                                                              |
| Сиянин, Михаил Данилович             | Полковник                                                           | 17.11.1943                                                                              |
| Скачков, Виктор Михайлович           | Гвардии младший техник-лейтенант                                    | 24.03.1945                                                                              |
| Скворцов, Александр Егорович         | Гвардии старший лейтенант                                           | 17.04.1943                                                                              |
| Склезнёв, Георгий Михайлович         | Лейтенант                                                           | 27.06.1937                                                                              |
| Скоробогатов, Анатолий Маркович      | Гвардии техник-лейтенант                                            | 24.03.1945                                                                              |
| Скрынько, Василий Григорьевич        | Гвардии капитан                                                     | 10.04.1945                                                                              |
| Слободзян, Василий Семёнович         | Младший командир                                                    | 17.11.1939                                                                              |
| Слюсарев, Митрофан Григорьевич       | Лейтенант                                                           | 14.02.1943                                                                              |
| Смирнов, Дмитрий Николаевич          | Старший сержант                                                     | 17.11.1943                                                                              |
| Смирнов, Константин Александрович    | Гвардии младший лейтенант                                           | 13.09.1944                                                                              |
| Смирнов, Павел Михайлович            | Старшина                                                            | 23.09.1943                                                                              |
| Соколов, Алексей Иванович            | Старший сержант                                                     | 10.03.1944                                                                              |
| Соколов, Юрий Сергеевич              | Гвардии лейтенант                                                   | 24.04.1944                                                                              |
| Солнцев, Михаил Степанович           | Гвардии старший лейтенант                                           | 19.04.1945                                                                              |
| Соловьёв, Михаил Павлович            | Лейтенант                                                           | 31.05.1945                                                                              |
| Сологуб, Николай Андреевич           | Лейтенант                                                           | 26.09.1944                                                                              |
| Соммер, Андрей Иосифович             | Полковник                                                           | 19.04.1945                                                                              |
| Сорокин, Василий Андреевич           | Гвардии капитан                                                     | 27.02.1945                                                                              |
| Сорокин, Георгий Александрович       | Младший лейтенант                                                   | 24.03.1945                                                                              |
| Сорокин, Иван Алексеевич             | Гвардии майор                                                       | 29.06.1945                                                                              |
| Сотниченко, Михаил Иванович          | Старший лейтенант                                                   | 03.06.1944                                                                              |
| Спахов, Фёдор Яковлевич              | Гвардии старший лейтенант                                           | 10.04.1945                                                                              |
| Спехов, Фёдор Яковлевич              | Старший лейтенант                                                   | 17.11.1939                                                                              |
| Спирин, Александр Иванович           | Старший лейтенант                                                   | 13.02.1944                                                                              |
| Станкевич, Гемел Михайлович          | Младший лейтенант                                                   | 27.06.1945                                                                              |
| Старков, Георгий Вениаминович        | Старший лейтенант                                                   | 21.03.1940                                                                              |
| Старостин, Дмитрий Яковлевич         | Лейтенант                                                           | 10.01.1944                                                                              |
| Стацюк, Николай Арсентьевич          | Старшина                                                            | 24.03.1945                                                                              |
| Степаненко, Пётр Игнатьевич          | Майор                                                               | 24.03.1945                                                                              |
| Степанов, Константин Иванович        | Младший лейтенант                                                   | 24.03.1945                                                                              |
| Стефанчиков, Николай Андреевич       | Гвардии майор                                                       | 27.02.1945                                                                              |
| Стриженко, Яков Алексеевич           | Гвардии старший лейтенант                                           | 21.04.1943                                                                              |
| Стрижков, Матвей Петрович            | Младший сержант                                                     | 10.01.1944                                                                              |
| Стручков, Василий Васильевич         | Рядовой                                                             | 07.04.1940                                                                              |
| Сугеров, Борис Андреевич             | Старший лейтенант                                                   | 23.09.1943                                                                              |
| Сугоняев, Александр Константинович   | Старшина                                                            | 27.02.1945                                                                              |
| Судаков, Михаил Павлович             | Гвардии старший лейтенант                                           | 24.04.1944                                                                              |
| Сулаберидзе, Александр Сергеевич     | Младший командир                                                    | 21.03.1940                                                                              |
| Сулима, Андрей Михайлович            | Гвардии лейтенант                                                   | 26.04.1944                                                                              |
| Султанов, Иса Клычевич               | Гвардии старший лейтенант                                           | 10.04.1945                                                                              |
| Сульдин, Яков Григорьевич            | Гвардии старший лейтенант                                           | 26.04.1944                                                                              |
| Сурков, Фёдор Павлович               | Гвардии старшина                                                    | 23.09.1944                                                                              |
| Сухов, Иван Прокофьевич              | Генерал-лейтенант танковых войск                                    | 29.05.1945                                                                              |
| Суховаров, Дмитрий Гаврилович        | Подполковник                                                        | 10.01.1944                                                                              |
| Сухомлин, Иван Михайлович            | Гвардии лейтенант                                                   | 22.08.1944                                                                              |
| Сысолетин, Михаил Иванович           | Старший сержант                                                     | 10.03.1944                                                                              |
| Сюткин, Пётр Иванович                | Гвардии лейтенант                                                   | 15.05.1946                                                                              |
| Тарасов, Николай Григорьевич         | Гвардии старший лейтенант                                           | 13.09.1944                                                                              |
| Тарасов, Пётр Максимович             | Старший лейтенант                                                   | 24.03.1945                                                                              |
| Тасуй, Борис Терентьевич             | Капитан                                                             | 16.05.1944                                                                              |
| Татаринов, Леонид Михайлович         | Гвардии лейтенант                                                   | 22.02.1944                                                                              |
| Тегенцев, Владимир Петрович          | Гвардии младший лейтенант                                           | 27.02.1945                                                                              |
| Телегин, Григорий Георгиевич         | Гвардии капитан                                                     | 26.08.1944                                                                              |
| Телеченко, Яков Платонович           | Гвардии младший лейтенант                                           | 13.09.1944                                                                              |
| Теляков, Николай Матвеевич           | Генерал-майор танковых войск                                        | 11.03.1944                                                                              |
| Темник, Абрам Матвеевич              | Гвардии полковник                                                   | 31.05.1945                                                                              |
| Терёхин, Макар Фомич                 | Комдив                                                              | 17.11.1939                                                                              |
| Терещенко, Василий Степанович        | Младший лейтенант                                                   | 10.04.1945                                                                              |
| Терещук, Иван Андреевич              | Гвардии капитан                                                     | 10.01.1944                                                                              |
| Тикунов, Григорий Яковлевич          | Гвардии капитан                                                     | 27.02.1945                                                                              |
| Тимаков, Александр Иванович          | Младший командир                                                    | 25.10.1938                                                                              |
| Тимофеев, Андрей Александрович       | Гвардии сержант                                                     | 25.08.1944                                                                              |
| Тимошенко, Фёдор Акимович            | Гвардии старший лейтенант                                           | 15.05.1946                                                                              |
| Тихомиров, Александр Васильевич      | Гвардии старший сержант                                             | 27.02.1945                                                                              |
| Тищенко, Михаил Петрович             | Гвардии лейтенант                                                   | 10.01.1944                                                                              |
| Ткаченко, Платон Петрович            | Младший сержант                                                     | 27.12.1941                                                                              |
| Ткачук, Иван Алексеевич              | Майор                                                               | 10.04.1945                                                                              |
| Толстов, Валентин Яковлевич          | Гвардии старший сержант                                             | 28.04.1945                                                                              |
| Томашевич, Николай Николаевич        | Гвардии младший лейтенант                                           | 26.08.1944                                                                              |
| Торжинский, Иван Алексеевич          | Капитан                                                             | 24.03.1945                                                                              |
| Трайнин, Пётр Афанасьевич            | Гвардии старшина                                                    | 17.10.1943                                                                              |
| Трембач, Константин Григорьевич      | Старший сержант                                                     | 10.04.1945                                                                              |
| Третьяк, Иван Лукич                  | Гвардии подполковник                                                | 28.04.1945                                                                              |
| Третьяков, Николай Николаевич        | Гвардии младший лейтенант                                           | 24.03.1945                                                                              |
| Трубин, Иван Степанович              | Гвардии старший сержант                                             | 23.09.1943                                                                              |
| Трухин, Иван Андреевич               | Сержант                                                             | 13.09.1944                                                                              |
| Тручак, Лаврентий Васильевич         | Капитан                                                             | 24.03.1945                                                                              |
| Тулупов, Константин Павлович         | Гвардии лейтенант                                                   | 28.04.1945                                                                              |
| Тырин, Георгий Михайлович            | Гвардии старшина                                                    | 03.06.1944                                                                              |
| Тырса, Владимир Геронтьевич          | Гвардии лейтенант                                                   | 27.06.1945                                                                              |
| Тыщик, Евгений Константинович        | Старший лейтенант                                                   | 13.09.1944                                                                              |
| Тюркин, Дмитрий Васильевич           | Старший лейтенант                                                   | 20.12.1943                                                                              |
| Удалов, Василий Александрович        | Гвардии старший лейтенант                                           | 23.09.1944                                                                              |
| Удовиченко, Александр Трофимович     | Майор                                                               | 24.03.1945                                                                              |
| Умников, Андрей Иванович             | Старший лейтенант                                                   | 17.04.1943                                                                              |
| Усенко, Евгений Иванович             | Гвардии старший лейтенант                                           | 21.07.1944                                                                              |
| Усик, Иван Павлович                  | Гвардии старший лейтенант                                           | 24.03.1945                                                                              |
| Уткин, Евгений Дмитриевич            | Лейтенант                                                           | 10.04.1945                                                                              |
| Ушаков, Михаил Филиппович            | Лейтенант                                                           | 21.03.1940                                                                              |
| Фалин, Алексей Иванович              | Гвардии лейтенант                                                   | 03.06.1944                                                                              |
| Федин, Михаил Акимович               | Лейтенант                                                           | 10.01.1944                                                                              |
| Фёдоров, Пётр Еремеевич              | Гвардии майор                                                       | 10.04.1945                                                                              |
| Федотов, Михаил Алексеевич           | Гвардии старшина                                                    | 29.06.1945                                                                              |
| Федченко, Иван Семёнович             | Гвардии старшина                                                    | 03.06.1944                                                                              |
| Фетисов, Анатолий Митрофанович       | Гвардии старшина                                                    | 27.02.1945                                                                              |
| Фефелов, Яков Филиппович             | Старший сержант                                                     | 27.02.1945                                                                              |
| Фещенко, Пётр Васильевич             | Гвардии капитан                                                     | 24.03.1945                                                                              |
| Филатов, Василий Романович           | Старший лейтенант                                                   | 17.11.1939                                                                              |
| Филимоненков, Василий Васильевич     | Гвардии майор                                                       | 24.03.1945                                                                              |
| Филимонов, Александр Андреевич       | Гвардии старший лейтенант                                           | 27.06.1945                                                                              |
| Филимонов, Пётр Ивлевич              | Гвардии младший лейтенант                                           | 15.05.1946                                                                              |
| Филиппенко, Николай Михайлович       | Подполковник                                                        | 14.02.1943                                                                              |
| Фирсов, Николай Александрович        | Гвардии старший техник-лейтенант                                    | 24.03.1945                                                                              |
| Фокин, Григорий Николаевич           | Старший лейтенант                                                   | 05.11.1942                                                                              |
| Фоломеев, Дмитрий Сергеевич          | Лейтенант                                                           | 21.04.1943                                                                              |
| Фомин, Иван Николаевич               | Гвардии старшина                                                    | 27.02.1945                                                                              |
| Фомин, Николай Никитович             | Гвардии лейтенант                                                   | 05.11.1942                                                                              |
| Фомин, Фёдор Фролович                | Лейтенант                                                           | 06.02.1942                                                                              |
| Фоминых, Евгений Иванович            | Генерал-майор танковых войск                                        | 29.05.1945                                                                              |
| Фофанов, Алексей Иванович            | Старший лейтенант                                                   | 10.01.1944                                                                              |
| Фроликов, Дмитрий Георгиевич         | Гвардии младший лейтенант                                           | 24.03.1945                                                                              |
| Фролов, Александр Фёдорович          | Младший командир                                                    | 21.03.1940                                                                              |
| Фролов, Иван Петрович                | Гвардии лейтенант                                                   | 10.04.1945                                                                              |
| Фролов, Михаил Павлович              | Лейтенант                                                           | 10.01.1944                                                                              |
| Фролов, Михаил Фёдорович             | Старший сержант                                                     | 23.10.1943                                                                              |
| Фурсов, Николай Дмитриевич           | Лейтенант                                                           | 10.04.1945                                                                              |
| Хазипов, Назип Хазипович             | Гвардии лейтенант                                                   | 27.06.1945                                                                              |
| Хазов, Владимир Петрович             | Старший лейтенант                                                   | 05.11.1942                                                                              |
| Халаменюк, Александр Иосифович       | Старший лейтенант                                                   | 10.04.1945                                                                              |
| Халев, Василий Дмитриевич            | Младший лейтенант                                                   | 24.03.1945                                                                              |
| Хало, Владимир Алексеевич            | Старший лейтенант                                                   | 18.05.1943                                                                              |
| Хараборкин, Георгий Филимонович      | Старший лейтенант                                                   | 11.04.1940                                                                              |
| Харитонов, Василий Дмитриевич        | Младший лейтенант                                                   | 05.11.1944                                                                              |
| Харитонов, Николай Павлович          | Старшина                                                            | 24.03.1945                                                                              |
| Харлов, Алексей Гаврилович           | Гвардии старший лейтенант                                           | 24.03.1945                                                                              |
| Хиценко, Иван Иванович               | Гвардии лейтенант                                                   | 29.06.1945                                                                              |
| Хлопонин, Николай Петрович           | Гвардии лейтенант                                                   | 27.06.1945                                                                              |
| Хомушку, Чургуй-оол Намгаевич        | Младший лейтенант                                                   | 24.03.1945                                                                              |
| Хомяков, Василий Сергеевич           | Гвардии младший лейтенант                                           | 24.03.1945                                                                              |
| Хохлов, Пётр Васильевич              | Рядовой                                                             | 24.03.1945                                                                              |
| Храмцов, Сергей Васильевич           | Гвардии старший лейтенант                                           | 10.04.1945                                                                              |
| Хрустицкий, Владислав Владиславович  | Гвардии полковник                                                   | 21.02.1944                                                                              |
| Худяков, Александр Алексеевич        | Гвардии старшина                                                    | 26.04.1944                                                                              |
| Хусяинов, Зякярий Сяфитович          | Старшина                                                            | 24.03.1945                                                                              |
| Хуторянский, Анатолий Николаевич     | Старший лейтенант                                                   | 26.04.1944                                                                              |
| Цаплин, Павел Алексеевич             | Лейтенант                                                           | 26.07.1937                                                                              |
| Царенко, Лаврентий Иванович          | Гвардии лейтенант                                                   | 24.03.1945                                                                              |
| Цирубин, Дмитрий Малахович           | Гвардии майор                                                       | 24.03.1945                                                                              |
| Цупренков, Степан Григорьевич        | Младший лейтенант                                                   | 15.05.1946                                                                              |
| Цыганов, Пётр Иванович               | Гвардии младший лейтенант                                           | 10.04.1945                                                                              |
| Чалдаев, Виктор Алексеевич           | Гвардии младший лейтенант                                           | 24.05.1944                                                                              |
| Чалов, Степан Андреевич              | Старший сержант                                                     | 17.05.1944                                                                              |
| Чапаев, Николай Сергеевич            | Гвардии старший сержант                                             | 27.02.1945                                                                              |
| Чарыков, Михаил Павлович             | Старший сержант                                                     | 22.02.1943                                                                              |
| Чернов, Василий Иванович             | Гвардии младший лейтенант                                           | 27.02.1945                                                                              |
| Чернышенко, Виктор Семёнович         | Сержант                                                             | 10.03.1944                                                                              |
| Черяпкин, Иосиф Григорьевич          | Гвардии полковник                                                   | 06.04.1945                                                                              |
| Чесак, Григорий Сергеевич            | Гвардии лейтенант                                                   | 24.05.1944                                                                              |
| Четвертной, Михаил Алексеевич        | Лейтенант                                                           | 23.09.1944                                                                              |
| Чехлов, Геннадий Фёдорович           | Гвардии старший сержант                                             | 10.04.1945                                                                              |
| Чечетко, Николай Карпович            | Старший лейтенант                                                   | 13.09.1944                                                                              |
| Чигин, Леонид Сергеевич              | Гвардии полковник                                                   | 04.06.1944                                                                              |
| Чиркин, Павел Иванович               | Лейтенант                                                           | 17.04.1943                                                                              |
| Чистяков, Михаил Васильевич          | Младший командир                                                    | 21.03.1940                                                                              |
| Чубуков, Семён Исаакович             | Майор                                                               | 10.03.1944                                                                              |
| Чугунин, Михаил Васильевич           | Младший лейтенант                                                   | 26.04.1944                                                                              |
| Чугунов, Иван Яковлевич              | Младший лейтенант                                                   | 24.03.1945                                                                              |
| Чудайкин, Владимир Иванович          | Старшина                                                            | 31.05.1945                                                                              |
| Чупилко, Иван Афанасьевич            | Гвардии старший лейтенант                                           | 29.06.1945                                                                              |
| Чурилов, Леонид Дмитриевич           | Гвардии подполковник                                                | 06.04.1945                                                                              |
| Чухарев, Вячеслав Фёдорович          | Младший сержант                                                     | 24.03.1945                                                                              |
| Чхаидзе, Владимир Михайлович         | Младший лейтенант                                                   | 20.12.1943                                                                              |
| Шабалин, Борис Сергеевич             | Старший лейтенант                                                   | 24.03.1945                                                                              |
| Шаландин, Вальдемар Сергеевич        | Гвардии лейтенант                                                   | 10.01.1944                                                                              |
| Шамсутдинов, Гали Нуруллович         | Гвардии лейтенант                                                   | 23.09.1944                                                                              |
| Шапошников, Матвей Кузьмич           | Полковник                                                           | 10.01.1944                                                                              |
| Шарипов, Нурмы Халяфович             | Гвардии сержант                                                     | 23.09.1944                                                                              |
| Шарипов, Фатых Зарипович             | Старший лейтенант                                                   | 10.01.1944                                                                              |
| Шатило, Ким Дмитриевич               | Младший лейтенант                                                   | 10.03.1944                                                                              |
| Шатров, Николай Константинович       | Старший лейтенант                                                   | 02.03.1938                                                                              |
| Шашков, Виктор Григорьевич           | Лейтенант                                                           | 04.06.1944                                                                              |
| Шашло, Тимофей Максимович            | Старший сержант                                                     | 20.11.1941                                                                              |
| Шевцов, Георгий Георгиевич           | Гвардии младший сержант                                             | 24.03.1945                                                                              |
| Шевцов, Иван Андреевич               | Старший лейтенант                                                   | 27.08.1943                                                                              |
| Шевченко, Александр Иосифович        | Полковник                                                           | 26.09.1944                                                                              |
| Шендриков, Николай Степанович        | Гвардии младший лейтенант                                           | 27.06.1945                                                                              |
| Шеронов, Леонид Васильевич           | Младший командир                                                    | 21.03.1940                                                                              |
| Шестаков, Михаил Денисович           | Капитан                                                             | 05.11.1942                                                                              |
| Шибанков, Василий Иванович           | Гвардии полковник                                                   | 31.03.1943                                                                              |
| Шилов, Григорий Иосифович            | Гвардии старший сержант                                             | 10.01.1944                                                                              |
| Шиндиков, Николай Фомич              | Гвардии сержант                                                     | 27.02.1945                                                                              |
| Шишкин, Иван Николаевич              | Младший лейтенант                                                   | 20.12.1943                                                                              |
| Шкиль, Василий Фёдорович             | Гвардии младший лейтенант                                           | 26.04.1944                                                                              |
| Шкурдалов, Евгений Викторович        | Гвардии старший лейтенант                                           | 10.03.1944                                                                              |
| Шляков, Иван Дмитриевич              | Гвардии лейтенант                                                   | 28.04.1945                                                                              |
| Шмелёв, Борис Елисеевич              | Гвардии старший сержант                                             | 24.03.1945                                                                              |
| Шнейдерман, Михаил Ефимович          | Младший лейтенант                                                   | 27.06.1945                                                                              |
| Шолохов, Дмитрий Дмитриевич          | Старший лейтенант                                                   | 02.12.1942                                                                              |
| Шолуденко, Никифор Никитович         | Гвардии старшина                                                    | 03.06.1944                                                                              |
| Шпигунов, Иван Михайлович            | Лейтенант                                                           | 04.02.1943                                                                              |
| Шульгин, Борис Владимирович          | Гвардии полковник                                                   | 06.04.1945                                                                              |
| Шумейко, Григорий Григорьевич        | Гвардии лейтенант                                                   | 27.02.1945                                                                              |
| Шумилов, Анатолий Иванович           | Гвардии лейтенант                                                   | 27.02.1945                                                                              |
| Шурупов, Афанасий Тихонович          | Гвардии капитан                                                     | 10.01.1944                                                                              |
| Шутов, Алексей Тимофеевич            | Полковник                                                           | 28.04.1945                                                                              |
| Щабельский, Иван Петрович            | Старшина                                                            | 19.04.1945                                                                              |
| Щербаков, Василий Самуилович         | Старший лейтенант                                                   | 24.03.1945                                                                              |
| Щербаков, Олег Николаевич            | Младший лейтенант                                                   | 24.03.1945                                                                              |
| Щербанёв, Тимофей Карпович           | Лейтенант                                                           | 24.03.1945                                                                              |
| Щербань, Афанасий Михайлович         | Гвардии старший лейтенант                                           | 28.04.1945                                                                              |
| Щербин, Дмитрий Петрович             | Капитан                                                             | 24.03.1945                                                                              |
| Щербинин, Федот Алексеевич           | Гвардии старший сержант                                             | 24.03.1945                                                                              |
| Юбкин, Василий Павлович              | Гвардии младший лейтенант                                           | 24.03.1945                                                                              |
| Юдин, Михаил Владимирович            | Капитан                                                             | 27.06.1937                                                                              |
| Юдин, Николай Лукьянович             | Гвардии лейтенант                                                   | 10.04.1945                                                                              |
| Юрченко, Николай Иванович            | Капитан                                                             | 10.04.1945                                                                              |
| Юрченко, Пётр Фомич                  | Лейтенант                                                           | 21.03.1940                                                                              |
| Языджан, Давид Мисакович             | Младший лейтенант                                                   | 31.05.1945                                                                              |
| Якимович, Николай Кондратьевич       | Младший лейтенант                                                   | 24.03.1945                                                                              |
| Яковенко, Александр Свиридович       | Гвардии младший сержант                                             | 22.08.1944                                                                              |
| Яковлев, Александр Алексеевич        | Гвардии старший лейтенант                                           | 24.03.1945                                                                              |
| Яковлев, Михаил Иванович             | Младший лейтенант                                                   | 06.02.1942                                                                              |
| Яковлев, Михаил Павлович             | Комбриг                                                             | 29.08.1939                                                                              |
| Яксаргин, Василий Владимирович       | Капитан                                                             | 27.06.1945                                                                              |
| Якушкин, Иван Игнатьевич             | Гвардии капитан                                                     | 15.05.1946                                                                              |
| Ямалетдинов, Шагий Ямалетдинович     | Гвардии старшина                                                    | 15.05.1946                                                                              |
| Яремчук, Дмитрий Онуфриевич          | Лейтенант                                                           | 24.03.1945                                                                              |
| Яркин, Иван Петрович                 | Гвардии старшина                                                    | 24.04.1944                                                                              |
| Ярославцев, Сергей Иванович          | Младший лейтенант                                                   | 27.02.1945                                                                              |
| Яснов, Иван Макарович                | Младший лейтенант                                                   | 31.05.1945                                                                              |
| Яценко, Николай Лаврентьевич         | Лейтенант                                                           | 22.02.1944                                                                              |
| Ячник, Сергей Фёдорович              | Лейтенант                                                           | 21.03.1940                                                                              |